# 横浜の都市デザイン
横浜の都市デザイン（よこはまのとしデザイン）は、戦後の神奈川県横浜市の発展の基礎を築いた飛鳥田一雄市長在任中の1960年代後半に始められたものである。「横浜市六大事業」により行われた都市計画に関する政策のひとつ。
戦後の復興と高度経済成長期の様々な都市問題に対処し、横浜の自立的都市の構築を目指す戦略の一つである。都市デザイン手法は、都市問題への対処にとどまらず、都市づくりにおいて機能性や経済性などの価値観と、美しさ、楽しさ、潤いなどの美的価値・人間的価値とをバランスさせ、特徴と魅力ある都市空間を形成する役割を担ってきた。

## 横浜の都市デザインの目標・方針

### 都市デザインの目標
まちづくりの中に美的、人間的価値、各地域の自然的、歴史的、文化的価値などを取り入れ、次の点を都市デザインの目標としている。
1. 歩行者を擁護し、安全で快適な歩行者空間を確保する。
2. 人と人とのふれあえる場、コミュニケーションの場を増やす。
3. 街の形態的、視覚的美しさを創る
4. 地域の自然的特徴を大切にする
5. 市街地内に、緑やオープンスペースを豊かにする
6. 海、川、池など水辺空間を大切にする。
7. 地域の歴史的、文化的資産を豊かにする。

目標として掲げられている価値観は、横浜市が都市デザイン活動を始めた1960年代の頃は、社会的経済的に非常に弱い立場にあった。特に公共的事業を行う際には、配慮をする必要がない価値観とされたばかりか、こうした価値観を求めてはいけないとさえ言われていた時代であった。しかし、現在では当時とは反対に、これらの価値観は大切なこととされ、市民的にも支持を受けて、多くの自治体では街づくりを進めるに当たっての目標として掲げるようになっている。都市デザインは、こうした価値観をベースに、街全体や市民生活の立場から公共空間の質を高め、それぞれの現場に応じた新しい価値を生み出し、魅力と個性を創り育てていこうとする創造活動である。

### 都市デザインの取り組み方
1. 都市構想のデザイン：新たな価値観に基づく魅力的な将来像と、実現プロセスを提示する。
2. 企画的都市デザイン：都市づくりの事業の企画・立案から行う。
3. 調整的都市デザイン：関係者の調整により、地域の特徴・魅力ある空間づくりを推進する。
4. 誘導的都市デザイン：まちづくりの質的向上を目指す誘 導ルールを確立し、効果的に活用する。
5. 地域のマネジメント主体の育成・ 支援：事業のプロセスをデザインし、地域のマネジメントを推進する組織 を育成・支援する。
6. デザイン開発：都市デザインの視点から公共施設 などのデザインを開発する。
7. 都市デザインに関する研究とPR：都市デザインをさらに充実させ、市民理解を深める。

### 都市デザインに関する指針・宣言

#### 横浜デザイン都市宣言
1988年3月に開催された国際シンポジウム「創造実験都市・横浜会議」の中で採択された宣言。

##### 全文
現在、われわれの環境は成熟化、情報化、国際化の社会に向かい急激な変化の中にいます。生活にあっては物質的な豊かさを求めた時代から、文化を求め、精神的な豊かさの創造をより重視する傾向が強くなっています。デザインも、単なる装飾や美的表現としてのデザインから、生活文化全体としてのデザインへと視点を拡大し、認識を変えていかなければならない時代にきています。横浜では、横浜の魅力を創り出すため、都市を構成する様々な主体を調整し、横浜らしい新しい空間を創出する都市デザインを実践してきました。この蓄積を生かし、都市と建築を軸に、インテリア、ファッションなどの幅広いデザインと関係する分野の交流を図り、時代に対応し、かつリードする生活文化としてのデザインを創出していくことが、これからの横浜にとって不可欠なことと考えます。今横浜は、21世紀の新しい都心である「みなとみらい21」を中心に、創造実験都市として、世界のデザイナーの英知を集め、生活文化の総合的デザインを提案し、議論、研究できる場を提供していくことが、これからの横浜にとって不可欠なことと考えます。そしてその成果を生かし、実践することにより「デザイン都市横浜」の形成を目指します。横浜が新しいデザインの情報発信都市として、世界に貢献できるよう努力します。1988年3月15日

#### 都市デザイン交流宣言（全文）
21世紀を目前にひかえ、都市のあり方や人々のライフスタイルが大きく変わっていく時代を迎えていると思います。たとえば、文化や遊びという要素がライフスタイルに応える街づくり進めていく必要があります。そのためには、市民の街づくりへの参加を通じて、都市に求められているものを探り、これからの都市のビジョンと街づくりあり方を、制度の問題も含めて考えていくことが必要だと思います。横浜は、都市デザインという街づくりの新たな分野において、積極的な取り組みを行っていました。しかし、ゆとりと潤いのある街づくりには、さらに長い時間と多くの人々の努力が求められます。今年、市政130周年・開港130周年を迎える横浜は、都市としては若い仲間に入ると思いますが、それだけに可能性も大きいと言えるでしょう。世界の多くの都市でも、新しい時代を迎え、様々な議論、提案が活発に行われ始めていると聞いております。このような時代の節目に当たって、都市デザインについての議論や新しい考え方が、横浜を舞台に生み出されることを願っています。そのため、1991年に「ヨコハマ国際都市デザイン展」を開催する予定で準備を進めていますが、都市の環境や生活文化に関わる様々なデザインが、総合的に提案されるものと期待しています。特に都市デザインや建築は、その基本となるものですから、多くの方々の参加を呼びかけ、積極的に情報や意見を交換するため、世界の都市や期間と交流を図っていきたいと考えます。1989年2月7日。

#### 横浜市景観ビジョン
「横浜市景観ビジョン」は、地域ごとに特徴ある歴史や文化、魅力的な街並みの形成、水と緑をいかしたまちづくりなど、横浜市の景観づくりで大切にしてきた理念や目指すべき方向性を長期的な視野に立って示す、景観づくりの指針として、2004年（平成16年）の景観法制定をきっかけに、横浜市都市美対策審議会における検討に並行し、公募市民を含む検討会（横浜市景観ビジョン検討会）やアンケート、市民意見募集等を経て、2006年（平成18年）に策定された。策定から10年経ち、景観づくりを取り巻く状況の変化に対応するため、2019年（平成31年）3月改定。

#### 横浜都市デザインビジョン
横浜都市デザインビジョンは、個々の暮らしと横浜の置かれる状況が複雑かつ多様になる中、個々の暮らしと横浜がより豊かになるよう、これまでの取組事例などを検証・再整理し、着眼点や価値などの共有すべき重要な考え方および今後都市デザイン行政が取り組むべきことをとりまとめている。2015年策定。

## 主なプロジェクト

### 都心部の骨格をつくる都市デザイン
自立的な都市構造の確立を目的とした事業が都心部強化事業である。この事業は横浜駅周辺地区と関内地区の2つの都心地区を一体化するもので、都市基盤の強化、新たな都心の創造、海と緑を活用した軸線構築の3つがあった。これらの事業は、魅力的な歩行者空間形成、歴史的資産の活用、まち全体としての形態的な美しさなど都市デザインの視点も導入して進められた。

#### みなとみらい21
既存の市街地を結ぶみなとみらい21地区では、横浜駅周辺や関内とは違い、新しくつくる「マスタープラン型」のまちづくりを推進してきた。地区はランドマークタワーや日産本社ビルのある中央地区と、赤レンガ倉庫のある新港地区とに大きく2つに分かれる。中央地区では横浜駅側、桜木町駅側からそれぞれ海へと向かう軸 = キング軸とクイーン軸および、そのふたつの軸を結ぶグランモール軸の三つの軸を主として、街区間を快適に歩いて回遊できるペデストリアンネットワークを構築している。建築物は白を基調とし、クイーン軸の一連の高層建築群に代表される陸から海へ向かって建築高さを 低くすることなどにより美しいスカイラインの形成を図ってきた。日本の近代港湾発祥の地である新港地区では、赤レンガ倉庫に代表される歴史性に配慮し、中央地区とは対照的な茶系をベースとした低層建築による街並み形成を図った。島としての個性を演出するため、新港に渡る汽車道をはじめ、水際線を通る歩行空間をつくり、居心地の良い水際の風景を体感できるようにしている。

#### 都市軸の整備
都心部臨海のウォーターフロント軸と陸から海に向かう緑の軸線を形成し、横浜最大の魅力である海と緑を活用して都心部を有機的に結び付ける。

##### 緑の軸線（開港シンボル軸）

###### 高速道路の地下化
公共用地が少ない中で、利用価値が無くなった運河の埋め立て活用が決定された。地下には、市営地下鉄の設置、地上に軸上公園が計画されたのである。しかし、同時期、首都高速道路羽横線（現在の横羽線）の延伸計画が発表され、このルートもこの軸上に計画されていたのである。高速道路下の公園ということもありえる状況となった。関内・関外の一体化、そして都心の強化のためのオープンスペースの確保をいかにして実現するかが大きな課題となった。このため国および首都高速道路公団と横浜市の間で、高速道路のルート変更、さらに関内・関外の間の横断部分（約2km）についての、高架方式から地下もしくは半地下方式への交渉がもたれた。その結果、横浜市の構想に沿った決着をみたのであった。

###### くすのき広場
くすのき広場は、1974年の地下鉄工事の復旧の際に、従前の車道を整理し、歩行者空間を中心に整備した。市庁舎と一体的な空間となるよう、総合的な調整を行った場所で、横浜における最初の都市デザインの事例である。くすのき広場のデザインコンセプトは「市庁舎のデザインとの関係を密にし、さらに他の建築物群へと広がるインパクトを持つリズム感あふれる歩行者空間」であった。
2013年から2015年にかけて、単植の刈り込まれた低木が面的に広がる空間を一新し、植栽地を歩行空間側に傾斜させ、多様な植物が目に飛び込んでくる立体感のある緑の空間へのリ・デザインや、季節に呼応して表情を変える落葉高木、多樹種を混植した混垣、地際の彩りを豊かにする一年草や宿根草等を配植し、安心して腰を下ろして植物を楽しめる空間に刷新し新たな魅力を創出している。設計は株式会社グラック。第33回都市公園等コンクール国土交通省都市局長賞、2016年ランドスケープコンサルタンツ協会賞受賞。

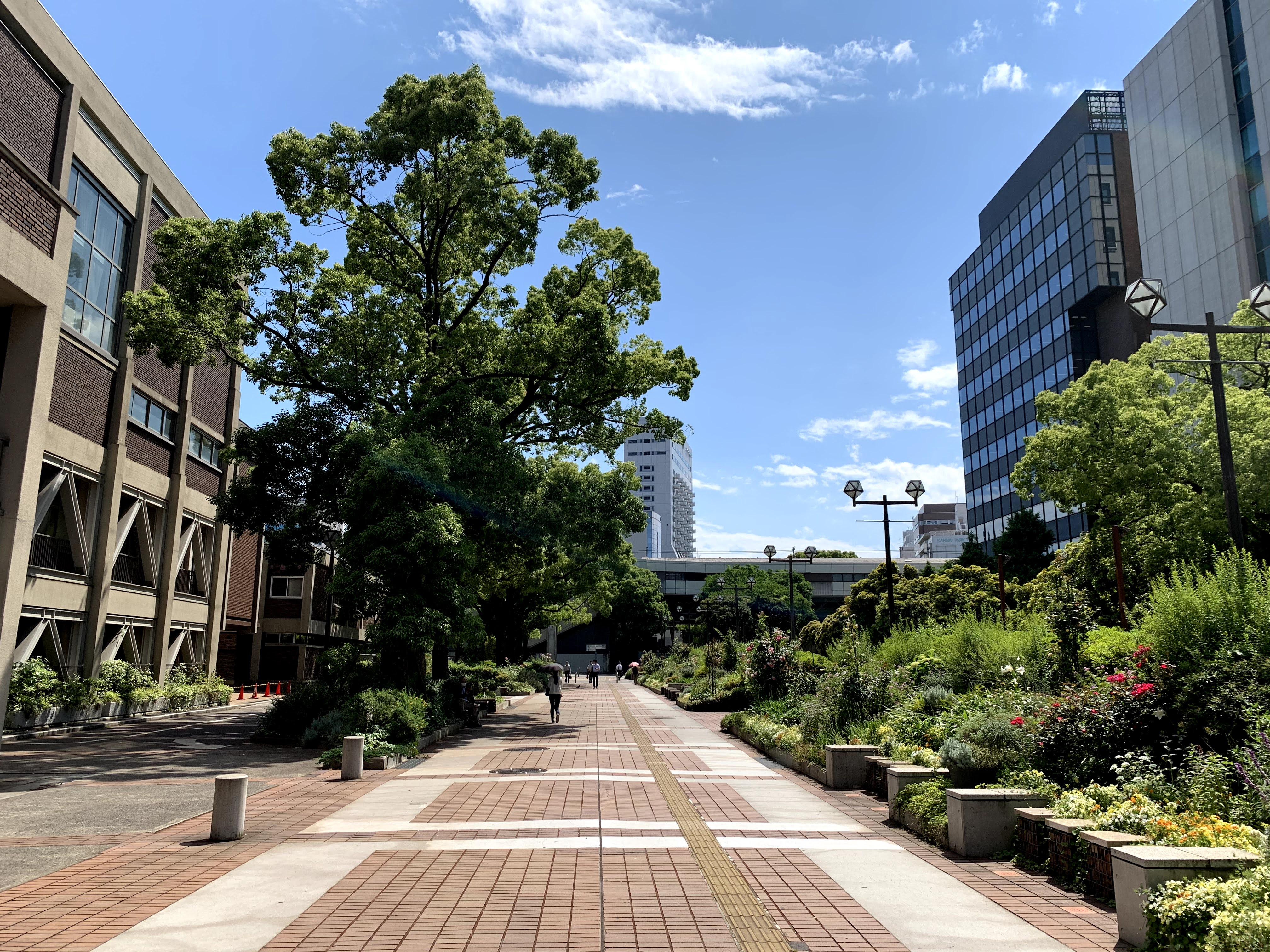
旧横浜市庁舎・くすのき広場

###### 関内駅南口モール
横浜スタジアムの開設に伴い進められていた関内駅南口駅舎改良を契機として、横浜市庁舎と駅舎の間にある道路を歩行者専用道路としたもの。これに合わせて、横浜市庁舎に広場スペースが設けられた（横浜市庁舎建設時は京浜東北線開業前であったため関内駅側に入口は設けられていなかった）ほか、市関連施設の案内サインも整備された。

###### 大通り公園
大通り公園は、1978年に運河を埋め立て整備した公園（幅30m、全長約1.2 km）で、高架の高速道路建設計画に対し、緑の軸を優先したいとする横浜市の構想に沿って、国および首都高速道路公団等と調整し公園の整備が実現した。緑の軸線の中でも、主軸となる公園である。

###### 横浜公園
横浜公園は、日本最初の西洋式公園で、都心においてまとまった緑を確保し、人々の憩いの場となっている。1978年のプロ野球球団の誘致の際に市民株主を募集し整備した横浜スタジアムが立地し、広く市民に愛されている。

###### 日本大通り
日本大通りは、大火災を契機に防火帯として明治時代に整備された道路で、沿道の歴史的建造物とともに、魅力的な街並みを形成している。1981年には旧英国領事館を買収、改修して「横浜開港資料館」（設計：浦辺建築事務所）が開設された。歴史的な環境を保全し、横浜を代表する街として育成するため、1977年に「日本大通り周辺地区指導基準」が策定された。公共空間の整備としても、1983年に中区役所（設計：前川國男建築設計事務所）および前面広場整備が行われた。これに前後し、その並びとなる朝日生命ビルや日本大通りビルなどが相次いで計画され、連続した街並みの整備が図られた。また、既存の建築物の改修（塗装変えなど）について、積極的に協力を求めたのもこの地区からであり、横浜港郵便局は、2階より上の景観的に重要な部分を、白から淡い茶系の色へ変更し、周辺の歴史的景観との調和を図った。2002年、再整備を行い、歩道を拡幅して自然石舗装で仕上げ、ストリートファニチャーや公共サインの設置などにより質の高い空間を創り出した。2005年には、「日本大通り用途誘導地区地区計画」が策定され、より担保性の高い街並み誘導が進められている。
2002年のイベント「日本大通りパラソルカフェ＆ギャラリー2002」、2005年の社会実験を経て、2006年から本格的なオープンカフェを実施している。実施主体は日本大通り活性化委員会。2014年、第5回かながわ観光大賞（観光による地域活性化部門大賞）受賞。2009年、第4回 横浜・人・まち・デザイン賞「地域まちづくり部門」・「まちなみ景観部門」受賞。

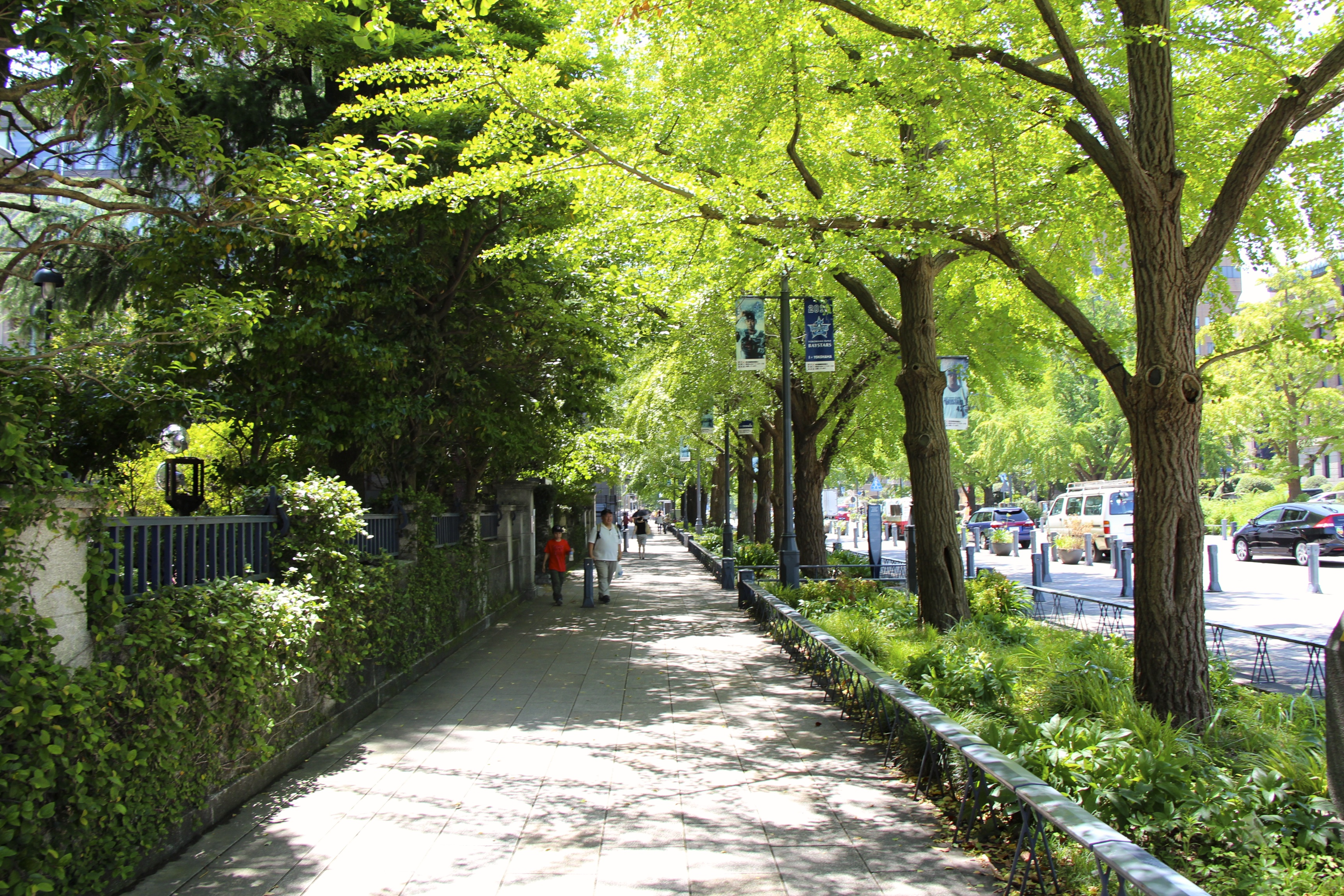
日本大通り
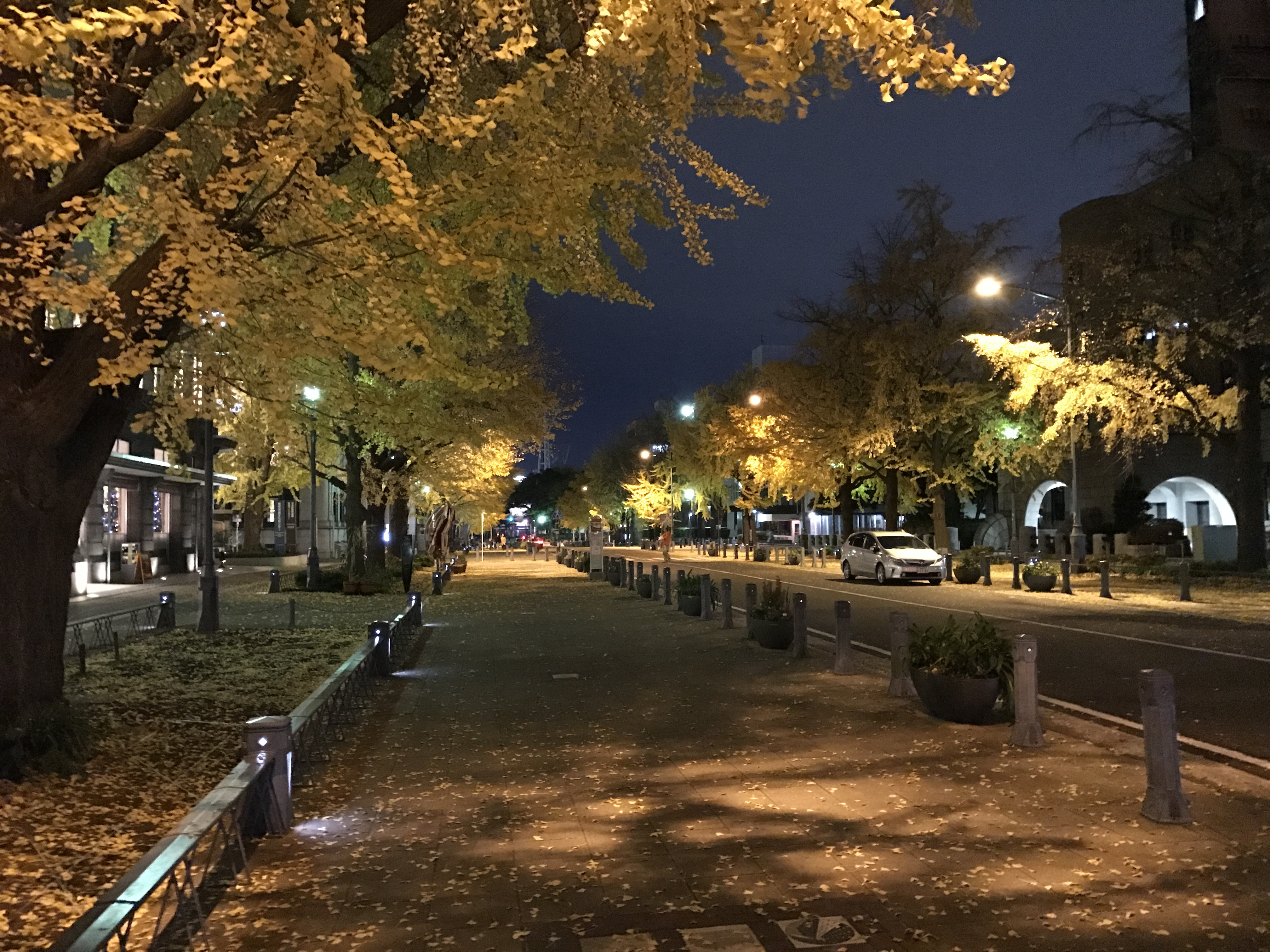
日本大通り（夜景）

##### ウォーターフロントの軸線

###### 山下公園
山下公園は、関東大震災の復興事業で新設した、日本初の臨海公園であり、1980年代まで市民が海を楽しめる唯一の空間で、ウォーターフロント軸の起点となっている。2001年に再整備を行い、整備当初の姿に戻し、貨物線跡地の高架を撤去した。

###### 海辺の緑地・公園
臨港パークや赤レンガパークなど、それまで近づくことのできなかった場所を連続した水辺空間として整備し、市民が自由に憩える公園として開放した。階段状に海へと下がっていく水際線を設け、都市の中に横浜らしい親水空間を創り出している。

###### 開港の道
2002年に旧貨物線の山下臨港線跡を活用し、桜木町駅前から新港地区、山下公園を経由し、港の見える丘公園まで続く合計約3kmのプロムナードを開港の道として整備した。帆船の絵タイルをたどると、ウォーターフロントの連続した風景を楽しむことができる。

###### 象の鼻パーク
象の鼻パークは、横浜港発祥の地でありウォーターフロントの軸線と緑の軸線が交わる場所にある。2009年の開港150周年を記念して整備し、この完成によりみなとみらい21地区と関内・元町・山手地区が有機的につながった。

### 既成市街地の都市デザイン
横浜の都市デザインは、まず都心部の再生事業において、実験的取組を行いながら手法を蓄積し、既成市街地である関内地区を対象に「くすのき広場」 や港へのルートを示した「都心プロムナード事業」絵タイル整備など魅力的な歩行者空間形成に取り組み、その活動が評価されると、馬車道、元町などの商店街へと広がっていった。これらの地区では、公共空間の整備と地域独自の街づくり協定を組み合わせて、地域が主体的に取り組むまちづくりが展開された。行政・地域双方から問題提起し、協議や実験などを通して具体的成果を見せながら進める取組により、市民に理解しやすい形で実践へと展開されていった。

#### 都心プロムナード
くすのき広場完成後、「歩行者の街へ」というスローガンを掲げ、都市デザインの基本的なテーマである「歩行者のための都市空間づくり」の地域的展開の第一歩として実践した事業。関内地区を訪れる多くの来街者を鉄道駅から当時唯一市民に開放されていた港、山下公園まで誘導するとともに、途中の街も楽しんでもらおうという趣旨の歩行者ルートづくりを、一般的な歩道の簡単な改良工夫により実現しようと試みたものである。事業期間は1974年から1976年。事業主体は横浜市道路局。企画調整局都市デザイン担当が計画調整を行った。当時の都心部の主要駅であった桜木町駅、関内駅、石川町駅から山下公園に至る各約1.5kmの3ルートで構成され、歩道の設置・拡幅・路面改修、点字ブロックの設置、街路樹・植栽帯の設置、路面絵タイルマークの設置、サインポールの設置などが行われた。桜木町ルートの絵タイルデザイン（7種類）は、グラフィックデザイナー粟津潔によるものであるが、関内ルートでは、市民からデザインを公募し、1,033点の応募作から32点が選ばれた。石川町ルートでは、関内・桜木町ルートのデザインをミックスして使用している。

#### 山下公園周辺地区
1971年のペア広場の整備などを契機に、1973年に土地利用、壁面後退、建物の色彩等に関する「山下公園周辺地区開発指導構想」を策定し、周辺地権者と共に山下公園を中心としたまちづくりを図ってきた。元町と山下公園周辺地区 のアクセス向上のため、人形の家 の建築の機会を捉え関係局との調整を行い、フランス橋、ポーリン橋、世界の広場などをつないだ歩行者デッキの整備を行った。開港100周年に灯台として建設したマリンタワーを、開港150周年にあたる2009年のリニューアルに際し、プロポーザルで民間事業者を公募し、同時に外観の色彩を変更するなどして、横浜の新しいシンボルとしてよみがえらせた。

##### ペア広場
山下公園通りに面する産業貿易センターと県民ホールの向かい合った敷地内広場の通称。山下公園周辺における都市デザインの最初の成果である。1971年、神奈川県は山下公園通りに面した国有地と市有地を取得し県有地と合わせて一敷地とし県民ホールの建設する方針を示した。横浜市は市有地譲渡に際し、(1) 山下公園通りに沿った歩道を補う3m幅員の歩行者空間、(2) 角地の広場 (3) 山下公園通り側に車の敷地への進入口を設けない等の街づくり指針を申し入れた。この指針は、さらに充実され、後に街づくり指導基準となった。県はこの指針を尊重し広場の形態、レベル等が決められた。ほぼ同時期に、細い道を挟んだ隣接地に産業貿易センターの計画検討が開始された。この複合オフィスビルは容積と高さの緩和が必要としていたため横浜市市街地環境設計制度を適用した。この際、県民ホールの同様に街づくり指針を申し入れ、貿易センターと県民ホールの広場は、同じレベルで向かい合う関係（ペアの広場）となった。

##### 街づくり指針についての4者協議
1973年には、県民ホールのもう一方の隣接地に日航ホテル（現在のホテルモントレ横浜）の計画が始まった。そこで、県民ホール、産業貿易センター、日航ホテルの施主、設計者に横浜市が加わった協議の場が設けられた。

##### 旧英7番館の一部保存
1976年には、創価学会神奈川センターの計画が始まった。計画に際し、横浜市は街づくり指針への協力を求めるとともに、計画敷地内に残されていた歴史的建造物「旧英国7番館」の一部の保存を申し入れた。施主はこの申し入れを尊重し、旧英国7番館の一部保存（戸田平和記念館）とその周囲の広場をもつ街並みを配慮したビルの建設となった。旧英国7番館は、2001年に横浜市認定歴史的建造物に認定された。

##### 山下公園周辺地区と山手地区を結ぶ歩行者ルート
1980年当時、中村川・堀川上部に建設が進められていた高速道路は山下公園周辺地区と山手地区を視覚的に分断するものであったことから、両地区の要請を受け山下公園端部と港の見える丘公園フランス山地区を結ぶ約250mの大歩道橋が計画された。しかしこの計画は景観を混乱させ、歩行者にとっても長く単調であることなどの課題があったことから代替案が検討された。同時期、産業貿易センター内にあった「世界の人形コレクション」を発展させ本格的な人形の博物館（のちの「横浜人形の家」）を建設する計画があったことから、(1) 山下公園前面街区にある観光バス駐車場の上部に人形の家を設置する。(2) 人形の家2階に屋外デッキを設け、人形の家入口を設ける。(3) 山手地区から歩道橋を人形の家2階デッキに接続する。(4) 人形の家2階デッキから短い歩道橋を設置し山下公園と接続するルートに変更された。1984年には港の見える丘公園フランス山地区と人形の家予定地に間を曲線で結ぶ歩道橋「フランス橋」が完成。フランス橋の港の見える丘公園フランス山地区にかかる部分は石張りの公園ゲートとしてのデザインを持っている。1986年には、人形の家建設事業においてフランス橋からつながるデッキが完成。人形の家完成後、山下公園内では下水道地下ポンプ場が建設され、貨物線の撤去された。そこで、周辺地区の駐車場問題を解決するため下水道ポンプ上部に立体駐車場を建設しその上部を山下公園と大階段でつながる広場（世界の広場）とすることとなったことから、1989年、世界の広場と人形の家2階デッキを結ぶ歩道橋「ポーリン橋」が建設された。ポーリン橋は山下公園通りのイチョウを切らずに間を抜けるようにS字型に湾曲させた。この完成を持って、山下公園周辺地区と山手地区を結ぶ歩行者ルートが完成した。フランス橋とポーリン橋は1991年1月、かながわの橋100選に選定されている。

#### 馬車道地区
馬車道はガス灯が最初に灯されるなど文明開化の新しい西洋文化が導入されたまちである。商店街を活性化するため、くすのき広場をモデルに1976年に歩行者空間の整備を行い、その後も改修再整備を進めている。車道を狭めて歩道を広げ、レンガタイルの舗装、ガス灯を整備するなどの工夫を行っている。同時に、建物用途、壁面 後退、色彩、公共空間の維持管理等の内容を持つ街づくり協定を結び、まちづくりを行ってきた。近年は、地域まちづくりルール、地区計画、景観計画を活用した取り組みも行われている。

#### 伊勢佐木町地区
1978年から、アーケードの撤去、電線地中化、24時間車両進入禁止による歩行者専用道化、ストリートファニチャー、彫刻の設置など全国的にも早くから本格的なモール整備を行った地区である。2005年には、伊勢佐木町一・二丁目地区で、パチンコ店などの風俗営業の進出に対応するため、地権者発意による地区計画の指定を行った。

#### 山手地区
旧外国人居留地であった山手地区は、戦後の接収解除によるマンション等の開発が相次ぎ、多くの西洋館が失われたが、1972年、低層街区の歴史的住宅文教地区の景観を保全する「山手地区景観風致保全要綱」を定めた。その後、公園や街路の再整備、西洋館の保全改修・活用事業が行われ、また、1990年代に入ると、住民との協働を目指して「山手まちづくり懇談会」が設けられ、山手234番館の市民運営実験事業なども行われた。2000年に入ってからは地元に「山手まちづくり推進会議」が 設置され、まちづくり協定や地区計画を策定した。
2020年（令和2年）1月1日からは「景観計画」と「都市景観協議地区」を施行し、山手地区の街並みをさらに魅力的なものとし、国際色豊かな特色を発信するまちづくりを行っている。。

#### 元町地区
元町は山手居留地の外国人が利用する商店街として発展し、現在は女性ファッション関連商店を中心に独自のブランドを発信する商店街として全国的に知名度が高い。1955年からの第1期まちづくりの壁面線後退、1985年の第2期まちづくりでのショッピングモール整備事業と合わせ、街づくり協定を結び、まちづくりを推進した。2004年第3期にはモール再整備を行うと共に街づくり協定も元町から河岸通り、仲通り、さらに自治会へと拡がり、地区計画も導入されている。

#### 中華街地区
日本で最大の中華街である横浜中華街は、2005年に電線地中化や自然石舗装などの整備と合わせ中華街街づくり協定を結び、独自のまちづくりを行っている。マンション建設予定地を買収し、媽祖廟を建設するなど、独自の文化を育てる活発な取組を行っている。

#### 地域によるまちの運営
馬車道、元町、中華街、山下公園通り、山手地区などでは、自らのルールを作り地域が主体となって、まちの運営が行われてきた。最近では、こうした地域の活動がネットワーク化され、YMC（山下公園通り、元町、中華街）協議会のように活動範囲が広がっている。

### 金沢シーサイドタウン

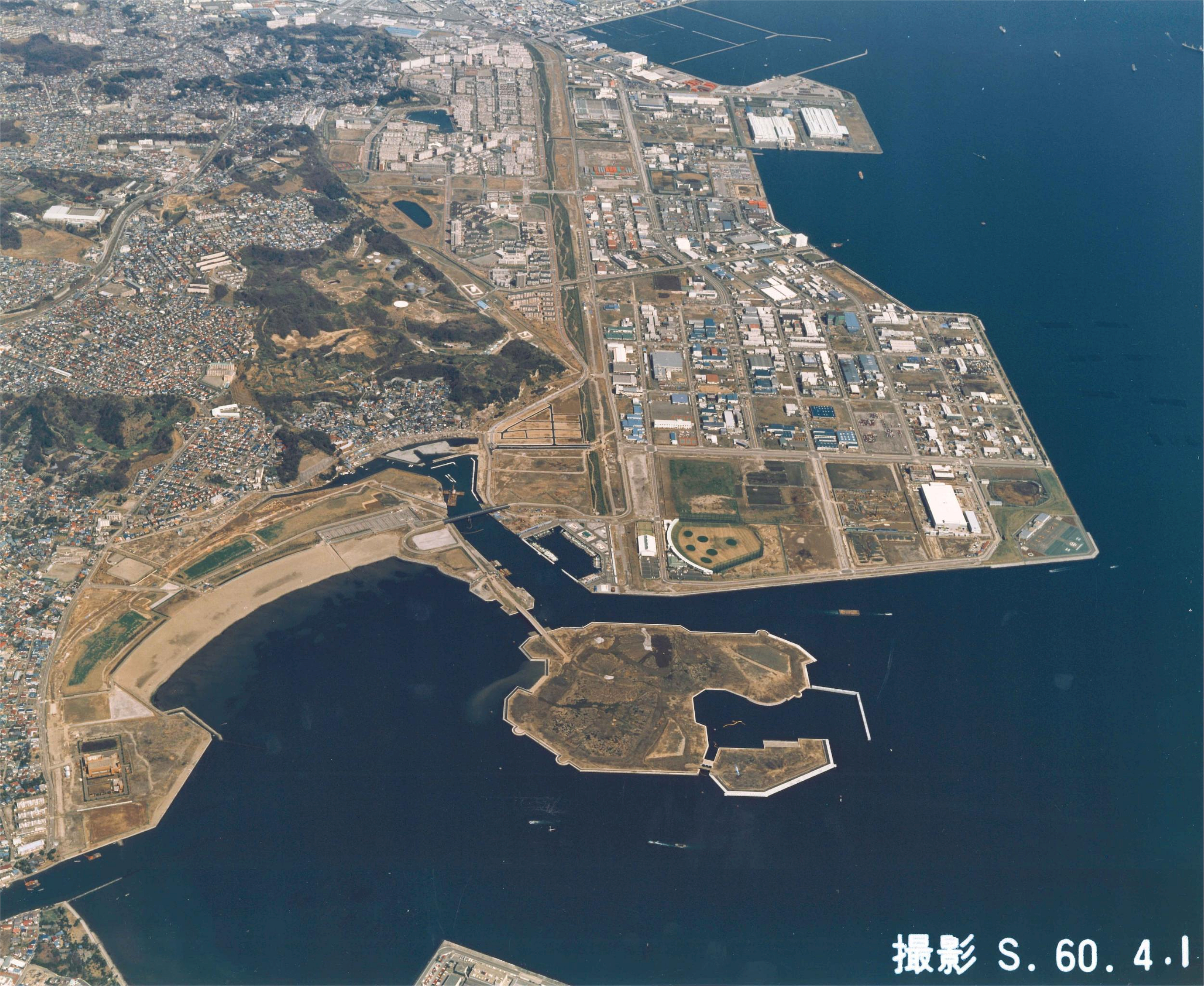
中央上：金沢シーサイドタウンと金沢工業団地　左下：海の公園　中央下：八景島（1985年）

#### 住宅地の全体計画
金沢シーサイドタウンの住宅地は、地区全体の約12%・82ha。工場の従業員や市民のための計画人口30,000人の住宅用地である。また、横浜市内に残る最後の自然海岸を持った海を失う代償として、砂浜のある海の公園や八景島が建設された。さらに、旧海岸線の自然地形と緑の保全のため、これに沿って帯状の公園をつくり、また、新しくできた水際線沿いには緑地を設け、地区内の河川沿いには緑道を設けるなど、緑のネットワークを形成している。
地区内のほぼ中央には、南北に国道357号線が走り、工業用地と住宅用地を分けている。
国道沿いの陸側には幅員50mの緑地帯を設け、これと旧海岸線沿いの緑地に囲まれた地域に住宅地を配置し、その環境を確保している。
また、JR新杉田駅と京浜急行金沢八景駅を結び、12の駅を持つ新交通システム「金沢シーサイドライン」が1989年に開通し、地区内を縦断している。
計画にあたっては、横浜市の街づくりに関する行政の一環として、住宅地建設事業に対すて新しい行政指導のあり方を探るとともに、住宅地のモデル事業として一つの指標となるように、単に街づくりの量的な対応だけではなく、将来のストックとして十分耐えらえるような質の高い環境形成を図ることを目指した。
そのため住宅建設事業主体に土地を売却する際に、あらかじめ横浜市の総合基本計画を定め、それに基づいた住宅地建設を条件とし、さらに具体的な設計段階に至るまで協議を行なっている。
住宅地の計画は、周囲にループ状の道路を巡らし、住宅地内への通過交通を排除するとともに、歩行者専用道路、広場、児童公園（街区公園）などの歩行者系施設からなる安全で快適な歩行者空間を形成している。この骨格を中心に低層住宅、小中学校、幼稚園、商業施設などをリンクさせて、魅力的な集合住宅を形成させるため、様々な工夫が行われている。
一号地、二号地北ブロック、二号地南ブロック、三号地と事業の進捗にとともに変化する事業者や社会的な背景に従って、少しずつ設計方法と内容の修正も行っている。

##### 一号住宅地（並木一丁目）
富岡川北側の区域で、住宅地の中で最初に事業化が図られ、当初の全体計画に基づいて実施された。ループ道路内は単純なグリッドパターンの街区構成とし、領域のヒエラルキーに対応してアクセス道路、大通り、通り、小路のシステムによって構成した。これは当初、住宅の建設主体が小規模で多数になる可能性があり、事業主体と土地の関係で組合せと選択の自由度が高く、自由で多重的な領域の形成が可能なように意図されたシステムである。住宅計画としては、住民の定住化を高める意味から、多様なタイプの低層住宅を大量に導入し、グリッドパターンのシステムを生かした配置計画と住棟設計がなされている。中層住宅と高層住宅は、ループ道路沿いと北部の南台川周辺地区を中心に配置されている。横浜市の基本計画と設計は、槇総合計画事務所が行った。住宅建設事業主体は、日本住宅公団、神奈川県労働者住宅協会、横浜市住宅供給公社（センター地区）、市営住宅である。低層住宅は日本住宅公団によって実施され、槇総合計画事務所が設計を担当した。

##### 二号地住宅地北ブロック（並木二丁目）
二号地は富岡川と長浜水路に挟まれた地区であり、横浜横須賀道路金沢支線道路の北側が北ブロックである。この土地の処分の時点ではすでに一号地のかなりの部分で建築計画などの事業が進んでおり、行政も住宅事業者も新しい課題に挑戦する集合住宅計画の実施に向けて、多くの経験を積んでいた。そこでその経験と金沢住宅地全体開発基本計画の内容とを踏まえ、二号地についてはさらに多面的な配慮を加えた総合計画を作成するために見直し作業を行った。まず、金沢シーサイドタウンの事業者である港湾局、住宅建設事業者の立場としての日本住宅公団、設計の専門家としての神谷・荘司計画設計事務所、アーバンデザイン（計画、事業、設計などの調整役）の立場の企画調整局の4者からなる、計画検討作業のテーブルをつくった。そこで、道路や学校、公園などの公共公益施設の位置、形状、管理などに対する問題、住宅の建設、経営、管理などに対する問題、景観上の問題などについて検討を進め、その結果をベースに横浜市の基本計画を定めた。集合住宅の中の骨格として、人々の生活が感じられ、空間として親密性のある、歩行者のための快適な道を設定する。そのため、一号地にあるセンターと三号地を結び、二号地の北と南を縦断する一本の歩行者専用道路を軸に、クラスターシステムで歩行者路のネットワークを組む。この中心となる歩行者専用道路に沿って学校や保育園、幼稚園や公園、集会場や診療所、そして店舗など、住民の日常生活に関係する公共公益施設を集中的に配置する。そしてまた、住棟は低層住宅を中心に中層、高層住宅を混在させ、変化とヒューマンスケールをもった空間を構成する。歩行者専用道路沿いには公開空地を連続的に配置して修景と演出を図り、住棟の出入口や出窓あるいは専用庭などの配置により、道路に生活感滲み出るような工夫をする。北ブロックの住宅建設事業者は結果的に日本住宅公団一者となり、この基本計画を受けて実施のための計画づくりが今度は日本住宅公団よってすすめられた。北ブロックの骨格の中心となる中央ゾーンの実施計画策定にあたっては、基本計画の内容に基づくとともに、多くの異なった個性が寄り集まってどのように街の特徴と魅力をつくり出すかという、アーバンデザインの考え方を導入することを試みた。建設事業主体が複数でなく、日本住宅公団一者より計画的に建設される住宅団地であるため、通常の街ように多くの個性が参加するというわけではないが、建築設計の手法の延長線上で行われている通常の団地設計とは違う方法を探った。その結果、4人の設計者（神谷・荘司計画設計事務所＋鼎設計事務所、内井昭蔵建築設計事務所、現代計画研究所、宮脇檀建築研究所）による共同設計とした。そして同時に骨格となる歩行者専用道路と建物間の外構設計の考え方を整理する造園設計事務所（田中造園土木設計室）を加え、事業者の日本住宅公団関東支社と、基本計画をフォローする立場の横浜市都市デザイン担当の7者で作業のテーブルを構成した。作業にあたって4人の設計者がどのような関係で共同設計をするかが議論されたが、結局作業がしやすい、各々の領域を明確にする無難な方法が採用せれ、歩行者専用道路沿いのブロックを4つのグループに分けて各々分担し作業が進められた。設計の分担の方法、作業の進め方、会議の方法、作業の時間配分など7者とも初めての経験であり、また4人の設計者の「街と建築」に対する考えの違い、そして建築物本体の設計段階での事業サイドの時間的な理由などによって、7者テーブルがもたれずに終わったことなど、全体の進行は必ずしも当初横浜市が意図した通りにはいかなかった。しかし、計画開発の中にアーバンデザインの考え方を導入したことは、街づくりとしてより良い都市環境をつくり出していくことと、それに参加する組織や人の関係などについて、様々な問題を明らかにすることができた。また、街づくりと建築の取組に対する新しい課題を投げかけることができ、その後の計画開発に反映する多くの示唆を与えることができた。

##### 二号地南ブロック（並木三丁目）
二号地南ブロックは、住宅開発事業者が5者（神奈川県労働者住宅協会、横浜市住宅供給公社、神奈川県住宅供給公社、住宅・都市整備公団関東支社、横浜市建築局）となった。そこで、骨格となる歩行者専用道路に沿ってブロックを5つのグループに分けた。そして、事業にかかわる計画や設計などの様々な事項について連絡や調整を図るための場として、この5者からなる連絡調整協議会（事務局は横浜市住宅供給公社）を設けた。協議会には、金沢シーサイドタウンの事業者である横浜市港湾局とアーバンデザインの調整役の横浜市企画調整局（後の都市計画局）都市デザイン室と横浜市の南ブロック基本計画作成に携わった和設計事務所が加わって全体会議がもたれた。全体会議では、まず横浜市側から基本計画と全体のデザインの方向性について提案を行い、それを受けて各事業者が各々の立場から実施設計を作成し、全体会議において横浜市と調整を図り、フィードバックするという作業が続けられた。そして横浜市の提案の中の街なみ形成にかかる主要な事項については、協議会での検討を経て「街づくりのデザインコード」としてまとめられた。
内容は二号地北ブロックの計画で蓄積されたものがベースになっているが、事業主体が5者になったために、共通の指標として27項目に整理されている。特に、住宅地の骨格となる歩行者専用道路を挟んで異なる事業主体が向き合うため、各々がばらばらにならないよう、一つの街として一体的な空間を構成するための項目が中心となっている。各々の住宅地は、生活感のある親密な空間を形成するために、歩行者専用道路に向けて積極的に参加する。そのため生活の表情を歩行者専用道路位に向けて開放的に表出する。また、石積みや植栽など共通のつくり方をした幅2mの公開空地を歩行者専用道路沿いに設ける。などの項目を、図や言葉などで表現している。
そして、南ブロックではじめてデュアルユースパーキングを採用した。これは車の所有率が急激に増加し、従来の駐車場の設置方式では住棟間のオープンスペースの多くが車で占拠されてしまうために採用された。そのスペースのつくり方などについて共通の仕様を設け、一団地認定の特例扱いで実施している。二号地南ブロックは、5つの事業者と各々に異なった設計者による住宅建設事業となったために、計画開発におけるアーバンデザインの手法の導入について、北ブロックよりも深度化されたと考えられる。

##### センター地区
金沢シーサイドタウン住宅地のための商業機能を中心としたサービスを提供するために、センター地区が1か所、サブセンター地区が2か所計画された。
センター地区は一号地の南部、旧富岡港の船溜りの池に面し、富岡八幡公園に隣接する自然環境に恵まれた場所に立地している。そのため、住民の買い物の場であるとともに、憩いの場としても大きな役割を果たしている。池に沿った緑道に面して広場を配し、住宅地の中の歩行者専用道路とリンクする通路を設け、これら公共のオープンスペースに面して商業施設や業務施設、公益施設などを配置し、センター地区内の住宅とは可能な限り分離し、お互いの環境を損なわないように配慮している。住棟は単純で印象的な高層とし、金沢シーサイドタウン住宅地のシンボルとして扱っている。富岡八幡宮の丘と緑を写す旧船溜りの池は、貴重な水面であり、水際線は住民が楽しめるよう、階段状に護岸を整備した。横浜市の基本計画は大高建築設計事務所が行った。事業主体は横浜市住宅供給公社で、設計は、センター施設は大高建築設計事務所、住宅棟は市浦都市建築設計事務所が行った。

##### 公共公益施設のデザイン
計画開発による住宅地のモデルとして、また将来に残るストックとして、良好な住環境の形成に向けて多くの工夫や試みが行われたが、街の骨格となる様々な公共公益施設についても、開発基本計画の主旨に沿うとともに、地域環境の整備水準の目標となるような内容と質を持ったものにするよう住宅建設事業者の協力を得ながら整備が進められた。

###### 公共建築
金沢シーサイドタウン住宅地の中の公共建築は、中学校2校、小学校4校、保育園3園、スポーツセンターがあり、各々に歩行者専用道路との関係や形態など地域の目標に沿って設計されている。中でも中学校については、質の向上に向けて新しい取り組みを行った。教育施設、地域施設としては重要な役割を果たす公立学校の建築については、横浜市では急激な人口増加を背景に年間数十校の新増築に対応せざるを得ない状況にあり、土地の取得難、敷地の狭隘、土地造成と建築設計の無調整、短い設計期間、安い工事費、安い設計料、標準設計の縛り、教育システムの保守性、管理運営の保守性、学校間の平等性等々、その質の向上について非常に厳しい環境に置かれていた。金沢シーサイドタウンの学校では敷地面積が比較的広く確保できたこともあって、並木第一小学校をはじめ、公立小学校として最善の試み実施できた。そしてその後の学校建築の設計の進め方に多少なりとも影響を与えている。

###### 道路
車と人の交通の体系を分離した道路のネットワークは、計画論として最も進んだものを取り入れている。またループ道路や地区内道路など車道を中心とする道路の幅員や横断構成なども十分に確保され、歩行者専用道路は事業の進捗と街の構成により、少しづつ内容を変化させているが、周辺の施設計画を調整をしながら各々工夫を凝らした道を実現している。

###### 公園
旧水際線に沿って配置された富岡公園や長浜公園は、歩行者専用道路と一体となった空間を構成し、児童公園（街区公園）の新しいあり方を探りながら、場所に応じて各々に工夫を凝らした設計となっている。

###### サイン
集合住宅にあっては、空間の造られ方に変化が少なく、当初は新住民ばかりが入居しているので、特にサインの存在が重要になる。特に二号地北ブロックの計画にあたっては、日本住宅公団の協力を仰ぎ、各種サインや街灯、公衆電話ボックスや掲示板、それに時計塔などの住宅地の中にあるストリートファニチャーを一式、一体的にデザインし配置した。南ブロックについても5つの事業者が同じシステムのストリートファニチャーを採用している。

### 都心周辺・郊外区の街づくり
日常生活に密着した快適な環境を創り出す「区の魅力づくり」は1980年代から始まった。まず「区」を単位に地域の特徴を見つけ出し、様々な事業を通して魅力ある空間づくりへの取組が行われた。駅前や区庁舎周辺など、市民が訪れる場所を対象に、道路、公園、公共施設などの環境整備を行い魅力的な空間形成を目指している。一方、都市化のかげで都市の裏側になりつつあった川沿いを、自然環境や水辺の景観に触れ合える空間に再生する「水と緑のまちづくり」は、大岡川、柏尾川、帷子川、いたち川などで川沿いのプロムナード整備や水辺に人が降りられる親水広場、周辺の山林の保全・活用などの環境整備として行われた。また、これらの環境整備は市民団体などと連携しながら進められた。また、6大事業でもある港北ニュータウンや金沢シーサイドタウンにおいても都市デザインの取り組みを行っている。

#### 区の魅力づくり
区の魅力づくりは、1980年12月に策定された「よこはま21世紀プラン」に位置付けられ、基本調査において区の特色をとらえ、骨格や拠点となる地域や場所が選定され、区別計画が策定された。実施計画においては、事業化の可能性やその後の波及効果を考慮して進められるため、「どこから着手するか」が重要となる。1984年からは横浜市全体の施策である「水と緑と歴史のプロムナード事業」にも位置付けられ財政的な裏付けを持って展開された。そこでは都市デザイン活動の視点から、「市民参加手法」や「歴史的資源などの都市資源の保全活用」などを重視した展開となり、のちの「市民参加・市民協働のまちづくりへの展開」の端緒となった。

##### 鶴見区の魅力づくり

###### 鶴見歴史と緑の散歩道
鶴見区の丘陵部を抜ける鎌倉街道（下の道）と推察される古道を中心としに、区民が歴史と自然に親しむことができる散歩道とすることを目的に、サインの整備、道の改良、遠藤の緑化、ビューポイントの設定などが構想された。サインのデザインは、地域の歴史と生物等の絵本を紐解くイメージで構成されている。都心部以外で初めて本格的に整備されたサインシステムであり、事業化は複数の区局によって実施され、規模は小さいながら、その後の鶴見区において展開された「区の魅力づくり」に先導的な役割を果たした。

###### 鶴見情報の道
「鶴見情報の道」は区民の日常的な活動の核である鶴見駅と鶴見区役所を結びつける、骨格的な歩行者軸として計画され、サイン等の整備のほか、ほぼ同時期に建て替えられる沿道の区庁舎、郵便局、民間ビルの設計調整による歩行者空間の充実が図られた。また、沿道地権者、交通管理者との調整を行い車道1車線分を歩道として拡幅した。さらに計画対象に国道が含まれているため国にも協力を仰ぎ、全体計画に沿った整備をしてもらうとともに、都心部以外で初めて面的な電線類地中化が実施された。

###### かに山公園
かに山公園は、鶴見区馬場二丁目にある街区公園。1984年度、鶴見区の魅力づくりの一環として、馬場小学校区を対象に、関わりの深い市職員（8局区、21課、25名）がワークショップ方式により行った共同調査をきっかけに整備された。整備計画策定のプロセスにおいて、タウンオリエンテーリング（町内名所めぐり）、ガリバーマップ（子供遊び場調査）、インタビュー、ニュースレター（「瓦版かに山」）の発行、現地シミュレーションなどが行われ、その後の市民参加型公園整備の見本となった。1990年公開。

##### 神奈川区の魅力づくり

###### 三ツ沢せせらぎ緑道
下水道の整備により河川としての機能を失う反町川の活用について「神奈川区の魅力づくり調査」として検討した。せせらぎの水源は周辺の斜面地からの絞り水の他、地下鉄工事で湧き出た地下水を汲み上げて循環させている。全長1,700mのうち、上流部1,200mはせせらぎを生かした遊歩道、下流部500mは歩車共存の道路となっている。

###### 神奈川宿歴史の道
神奈川宿歴史の道は、旧東海道の宿場町であった神奈川宿のイメージをモチーフとしてデザインしたプロムナードである。歩行者空間の整備に加えて沿道建築物のデザイン誘導、地区センター前の高札場を復元・隣接する街区公園との一体化を行うなど、約4kmの道を安全で楽しく歩ける工夫がされている。主要ルートの歩道はこげ茶色のレンガタイルが敷かれ、この道に沿って行くと自然にガイドパネルが立つ歴史的な場所に行きつくことができる。パネルの前の歩道には「東海道」にちなんで「青海波」のシンボルマークがデザインされ、パネル脇に立つ街路灯にも、この青海波のデザインが用いられている。また、歩道に設置された車止めには浦島伝説にちなんで亀がデザインされている。

##### 南区の魅力づくり

###### 大岡川プロムナード
大岡川プロムナードは「区の魅力づくり」事業の第一号である。大岡川の川辺を歩行者が安全で快適に散歩し、水に触れることのできる、潤いのある人間的な空間を再生することを目的に整備されたプロムナードで、計画策定後、1980年に事業着手された。総延長約6km。設計者はAUR建築都市研究コンサルタンツ。

###### 南太田二丁目フレンド公園
南太田2丁目フレンド公園、首都高速道路狩場線高架下に、「区の魅力づくり」の一環として、企画段階より住民参加型で建設された街区公園。付近の南愛児園の保育士たちの案を基に、ワークショップにおける住民案3案を分析し、「葉っぱの原風景の再生と砦の建設」を目指した。敷地の高低差を活かし、上段と下段に各々小広場を設け、両者の間を丸太の斜面にして遊具として活用した。さらに、冒険性の商い複合型ジャイアント遊具を丸太の斜面とに絡めた。幼児用の小型遊具は草地に設置した。高架下で雨の心配が少ないため、上段に板の間広場を設け、戸外の居間とした。斜面から湧いていた清水によって、小滝とせせらぎを作り、手漕ぎポンプも設置している。

###### 中村冒険パーク
この公園計画は、住民、行政、設計者の三者が「ワークショップ」を通して共に考え、作業して実現した計画例である。住民が求める公園のイメージは「ワークショップ」により明らかになるが、相反する意見や局部に固執した提案も多数あった。これを一つの「場」としてまとめるために全体を貫くデザインズトーリーを複数決定し、それを住民にフィードバックし、その結果、選ばれたのが「難破船」のシナリオである。計画地には、遠くに港が見える丘の上の4段のひな段傾斜地であり、船としての形を擁壁や遊具で構成している。また、「日本丸」などから木物の船具や部品をもらい受けて使用し、フィクションとリアリティ一の間を揺れ動く子供らしい夢の世界を創ることを意図している。

###### 蒔田公園
開園以来40年が経過し老朽化が進んでいたため、従来の運動公園（野球場）としての機能を廃止し、区の中心的な公園として、また誰もが利用できる身近な公園として再整備された。再整備にあたり、パートナーシップ推進モデル事業の一環（1996年度から1997年）として「新・蒔田公園わーくしょっぷ」を開催。1999年からはメンバーを拡大し「蒔田公園再整備検討会」を開催（1999年2月から2000年9月まで計6回）し、蒔田公園再整備案への地元住民、利用者等の意見・要望の反映が行われた。また、1999年度には「こども広場」整備計画について、子育て中の母親などを中心としたワークショップを3回実施。2000年度には見晴らしの丘に設置する大型遊具について、日枝小児童から総合学習授業の一環で検討した案の提案を受けた。公園の川に接している部分の一部は親水施設「ふれあいアクアパーク」なっており、災害時にはボード防災拠点として、通常時には季節に応じた水生生物等の観察、地域のお祭りやイベント、カヌー体験教室など地域コミュニティの創出しも活用されている。

##### 港南区の魅力づくり

###### 桜道プロムナード
港南区役所に近い港南桜道は、区の名所として有名であったが、車道上に植栽されていたソメイヨシノは老木化しており、徐々に枯死・伐採が進んでいた。道路の位置付けや沿道の状況から全面的な道路拡幅が困難であったことから、企画調整を担当した区役所および都市デザイン室は一方通行化による歩道の確保を目指したが、地元の了解が得られず、次善の策として片側歩道による歩道整備により「ソメイヨシノ」の植栽を可能とした。1987年竣工。設計は山手総合計画研究所。延長約1.5 km。2006年から、「桜道の環境をどのように存続させていくか」をテーマとして「桜道の将来を考える委員会」が発足し、ソメイヨシノの治療や一部植え替えが進められ、2017年からは「ソメイヨシノ」を「ヨウコウ」とする全面的な植え替えが行われた。

###### 大岡川環境整備
大岡川プロムナード上流部上大岡地区において、河川管理者である神奈川県と横浜市との協調事業によって1989年から進められた河川環境整備事業。空間的に余裕がないために従来とは違う整備手法が必要とされたが、護岸の内側（堤外地）を県、外側（堤内地）を横浜市が整備分担とすることで、従来の堤内地でのプロムナードの他に、堤外地での階段や水際散策路の整備が可能となった。水辺の散策や水遊び、教育活動、地域イベント等で幅広く利用することが可能な環境となっている。また、地域住民の河川愛護意識も高く、清掃活動も盛んに行われている。

##### 保土ケ谷区の魅力づくり

###### 水道みちプロムナード
横浜市で最も歴史のある幹線水道管経路である水道みち沿いに、西谷浄水場を起点とし、階段とスロープを組み合わせたプロムナードを整備。

##### 磯子区の魅力づくり

###### いそご海釣り場（磯子海釣り施設）
いそご海釣り場（磯子海釣り施設）、臨海工業地帯の建設により海に接すること場所がなくなった区民からの要望を受け、「磯子区の魅力づくり」の一環として整備された施設である。埋立地の先端にある下水処理場（現在の南部水再生センター）の護岸を利用し、桟橋形式で整備された。

#### 都心周辺区の街づくり

##### 旧東海道の魅力づくり

###### 横浜旧東海道ワークショップ
「横浜旧東海道お宝自慢ワークショップ」と題して、地域に残る歴史的資料を集め、旧東海道の歴史的景観保全に役立てることを目的として、市民と行政が協働で保土ケ谷区と戸塚区で実施した。保土ケ谷区では、2013年9月19日（会場：保土ケ谷公会堂）、戸塚区では、2013年9月26日（会場：戸塚区役所多目的スペース）に開催され、地域の個人や企業から提供された昭和40年代以前の写真をスクリーンに映し出し、所有者や参加者が思い出を語った。
さらに、2014年9月22日に、「旧東海道保土ケ谷宿まち語り・みち語りワークショップ　〜まちの思い出も、まちの魅力に〜 」と題して、横浜国立大学の学生による保土ケ谷宿の魅力資源の紹介やテーブルに分かれての参 加者同士のディスカッションなどが行われた。ディスカッションでは、旧東海道 沿道の思い出の場所や魅力ある旧東海道のみちづくりに向けたアイデアが話し合われた。
戸塚区では、2014年10月29日に、戸塚区役所3階多目的スペースで「見て、聞いて、知って!昭和の戸塚　〜旧東海道の今と昔〜」が開催された。横浜市歴史博物館学芸員の斉藤司の基調講演の後、昭和時代の戸塚駅周辺・柏尾・原宿の旧東海道に関連した写真がスクリーンに映し出され、その地域 の方々がそれらに込められた思い出を語った。

###### 保土ケ谷区歴史街なみ基本構想
保土ケ谷区に残る歴史的資産等を活用しながら、区民がまちの歴史や地域に対する愛着が持てるようなまちづくりを推進するための基本的な考え方や方向性等について、区民、有識者、行政で構成する「歴史まちなみ基本構想 検討委員会及びワーキング」にて検討・整理し、2007年3月策定。

###### 保土ケ谷宿を未来につなげるみちづくり
旧東海道「保土ケ谷宿」において中世から現代にかけて積み重ねられてきた道筋とそれらに関連する資源を活かし、地域に愛され地域資産として継承されるとともに、活性化を促す道路づくりと拠点づくりを地域とともに進めていくための、2015年3月に「旧東海道「保土ケ谷宿」 を未来へつなげるまち・みち再生基本構想」、2016年3月に「再生計画」を策定した。

#### 郊外区の街づくり

##### 金沢区庁舎周辺魅力ある街づくり
区役所周辺を歩行者にとって魅力的で安全な空間としていくために、企画段階から複数の事業を関連づけて実施した取り組みである。区役所改修と併せた隣接する泥亀公園の一体的な改修整備を皮切りに、走川プロムナード整備、また細街路の改修の三大主要事業を同時進行で実現させている。これらの完成によって、緑や遊び場環境のネットワーク化が図られたばかりではなく、歴史的資産である「姫小島水門」のイメージ復元など、様々な視点からの環境整備が効果を発揮している。「姫小島と水門」は、平成7年度国土交通省手づくり郷土賞（歴史・文化部門）受賞。	
泥亀公園は、地域をシンボライズする称名寺の浄土式庭園をモチーフにデザインされた新しいタイプの広場型公園となり、来庁者や近隣の子どもたちで賑わい、区民まつりの神輿や山車の発着スペースとなって地域に親しまれている。
駐停車対策問題などの地元要望を含めて、街の課題整理を並行して実施し、かつ魅力アップを図っているなど成果も多い。金沢区総合庁舎と泥亀公園は、2014年度から2019年度まで一体的な再整備を行った。もともと泥亀公園があった場所に新たに金沢区総合庁舎行政棟（区庁舎・消防署）を建設、もともと総合庁舎があった場所に金沢区総合庁舎公会堂棟の建設及び新たな泥亀公園を整備している。外観は金沢区の地域性を取り入れ、「和の趣」が感じられる切妻屋根、格子を連想するデザインが採用されている。。

###### 金沢歴史の道
金沢歴史の道は、下水道工事復旧をきっかけとし、「魅力ある道路づくり事業」の一環として、称名寺参道に残されている史跡・神社仏閣などの歴史資産をネットワークさせるために整備された街路。総延長1,200m。事業期間は1984年、1985年。意匠的には、参道をイメージづける稲田御影平板と洗い出し平板の舗装や、称名寺の灯篭をモチーフとした車止め、行灯をモチーフとした街路照明などを配置している。基本計画は大高建築設計事務所。沿道商店主等との意見調整を十分に行う時間がなかったために、実際の施工は基本計画から大きく後退した内容となったが、その後の1988年以降の「金沢区庁舎周辺魅力ある街づくり」のきっかけとなった。

###### 走川プロムナード
「金沢区庁舎周辺魅力ある街づくり」に資するため立案されたプロムナード。総延長約1,100m。走川の廃川に伴い、旧水路敷地と両側の道路も含め計画された。全幅18mの中央区間では、隣接地権者の同意を得て道路を公園区域に編入し、民有地境の幅5m程度を既存公園である走川公園の拡張敷地とし、水遊び場などが整備された。事業期間は1988年度から1991年度。基本設計は創和設計。宮川に沿っている金沢八景駅に近い区間は地元で言い伝えられている「姫小島伝説」をモチーフとして整備、併せて当地にかつてあった水門を、関東学院大学土木学科の歴史的考証を経て復元した。

##### 栄区心部文化ゾーン地区

###### 本郷台駅前広場
駅前広場整備は、土地所有区分が複雑な上、バス・タクシーといった車両動線計画が優先されるため、歩行者側からの視点が生かされにくい側面を持っているが、1982年に完成したJR根岸線本郷台駅前広場は、地域のイベントが実施可能な、歩行者のための広場という考え方を具現化した良い事例である。歩行者の動線に沿ってハーフミラーを活用したオリジナルデザインの照明灯を配置し、耐候性鋼板を素材としたバスシェルターは、ロータリーの円形に沿って連続させ、広場に象徴性を持たせている。面積6,911m2。設計は現代計画研究所。

#### 水と緑と歴史のプロムナード事業
水と緑と歴史のプロムナード事業は、横浜市の自然的、歴史的な資産を生かし、市民が身近な場で水辺に親しみ、緑にふれあうことができるように、尾根づたいの道や河川沿いの道、古道などを安全で快適に歩けるプロムナードとして整備し、さらには公園や市民利用施設を結び、プロムナードのネットワーク化を図っていくことを目的としている。都市計画局の総合調整のもとに、道路局（「魅力ある道路づくり事業」）、下水道局（「河川環境整備事業」「小川アメニティ事業」「せせらぎ緑道整備事業」）、緑政局（「緑のプロムナード事業」）のそれぞれの事業によって構成される。

##### 西区

###### 石崎川プロムナード
石崎川プロムナードは、石崎川左岸を西区役所と横浜駅を結ぶ歩行者ルートとして整備したプロムナードである。整備前は歩道が狭く違法駐車が多かったため、歩行者空間の確保を第一に考え、一方通行とし車道を蛇行させた。また、京浜急行線の高架下付近と平沼小学校付近は歩車道を一体的に整備し、お祭り広場として利用できるようにしている。石崎川に架かる震災復興橋梁の親柱をストリートファニチャーのデザインモチーフとした。また、石調の車止めやフェンスの支柱には市民から募集した絵タイルをはめ込み、平沼小学校の前にはプロムナードギャラリーを設けている。

##### 中区

###### 緑と洋館の巡り道
山手地区の洋館、公園を結んだ巡り道としてサインが設置された遊歩道が形成され、さらに根岸森林公園の整備にあわせて外周歩道を整備した。

##### 旭区

###### 帷子川親水緑道
帷子川河川改修の際、ショートカットの結果できた旧河道を川として残し、帷子川の原型的渓谷景観を保全するために整備した。延長約600m。1988年度竣完成。

##### 港北区

###### 大倉山散歩道
大倉山散歩道は港北区内の魅力資源となっている眺望点や公園などを6つのルートのサイン設置によって複合的にネットワークしていくことを目的とした事業である。道路歩道の特殊舗装によるプロムナード整備に比べ、広範囲を短期間の事業でカバーできるメリットがあり、その後の横浜市におけるサイン計画づくりに大きく影響を与えた取り組みである。設計は環境デザイン研究所。

###### 倉部谷戸遊歩道
下水道整備により役割を終えた倉部谷戸幹線排水路を埋め立てて整備した遊歩道。歩車道を探断面とし、歩道を広めに取り、街路樹を多く植えた。また、中間振り開けの一方通行化により通過交通を排除し、横浜市初のコミュニティ道路型の整備となった。1987年竣工。完成後、倉部谷戸遊歩道に連続して、新田緑道、太尾緑道等の整備が進み、緑のネットワーク化が進んだ。延長760m。基本設計は高野ランドスケープ・プランニング。

###### 新田緑道
緑の少ない住工混在地区である新羽地区に、周辺の住民や工業労働者のための緑豊かな憩いの場を整備。この緑道の各所には、地元自治会、工業会の協力により提供された古い機械や部品をベンチやテーブル、パーゴラ、モニュメントとして設置している。延長約1.8 km。1987年度竣工。

###### 太田堤緑道
太田堤排水路（旧烏山川）跡地を、自然特性を活かしたうるおいのある歩行者空間として整備。多数の彫刻作品が設置されている。1990年度竣工。

##### 戸塚区

###### 柏尾川プロムナード
柏尾川プロムナードは、1955年以降進められた河川改修により、桜の名所であった柏尾川の桜の復活を望む地元要望に応えるため、河川管理用通路を遊歩道化したプロムナードである。計画範囲は戸塚跨線橋からJR戸塚駅を経由して大船駅に至るまでの柏尾川両岸延長約13km。基本設計はAUR建築都市研究コンサルタンツ。

##### 泉区

###### 和泉川親水広場
和泉川親水広場は、洪水対策のための河川改修事業によって生じた、旧河川と新河川との間の土地を利用して、川と一体的に整備した広場である。横浜市泉区和泉町（草木橋から関島橋の区間）。川幅が大きく広がり自然味あふれる空間となっている。また川底には自然石が使用され、瀬や中洲を作るなど自然の川の回復も行われている。斜面林と農地の間を流れる旧河川では、野川イメージにふさわしい自然の趣をもつ河川環景観をとどめている。1988年度「手づくり郷土賞（国土交通省）受賞。

### 公共空間のデザイン
都市空間の中で市民・来街者が利用する道路や駅などの公共空間のデザインは、都市の利便性・快適性に 関わる要素の中でも大きなものである。そこで公共空間の質を高めるため、ストリートファニチャーや公共サインなど公共施設のデザイン開発とともに民間事業者に協力を求め、ライトアップやオープンカフェなどの公共空間を多彩に使いこなすための実験的な取り組みや仕組み作りなど、総合的な演出を行っている。

#### 公共空間のデザイン調整

##### 関内地区周辺の小広場
1974年のくすのき広場完成以来、関内地区周辺では様々な歩行者空間整備が展開により、歩道の拡幅・整備が行われた。さらに1977年以降、関内駅周辺において小広場の整備が進められた。

###### 羽衣町広場
1977年、国道16号線に沿った羽衣町バス停前の道路用地内広場（街庭）の再整備が行われた。再整備前はコンクリート平板が敷かれているだけの空地であまり活用されず、景観面でも隣接する吉田中学校のコンクリート外壁とともに殺風景なものであったが、低木・高木が植栽され植栽帯の中に彫刻（岩野勇三作「笹と少年」）も設置された。

###### 根岸森林公園入口広場
1977年、根岸森林公園整備に伴いバス通り沿いに入口広場を設けることとなり、都市デザイン的側面から広場の構成を図った。広場の軸性を高木により演出し、彫刻（加藤昭男作「鳥を呼ぶ」）を配置した。

###### マリナード広場
1977年に整備されたマリナード地下街は、馬車道商店街、伊勢佐木モール、JR関内駅、市営地下鉄関内駅を地下で結ぶ機能を持っている。マリナード広場はマリナード地下街の中心部に設けられた広場で、外光を十分に取り入れ、地下を感じさせない広場としての演出を図った。

###### 馬車道広場
1977年、マリナード地下街地上部に設けられた広場で、馬車道整備第二期工事として実施された。

###### 野毛広場・野毛三丁目公園
1978年、野毛の再開発ビル「ちえるる野毛」建設の際に生まれた小公園を、野毛商店街の歩行者空間として小広場型整備を行った。

##### 駅前広場と駅施設
駅前広場整備は、土地所有区分が複雑な上、バス・タクシーといった車両動線計画が優先されるため、歩行者側からの視点が生かされにくい側面を持っている。先駆的な取り組みとなった本郷台駅前広場整備等をきっかけとして、横浜市内の100箇所以上に及ぶ駅とその広場が再認識され、1980年代に多くの駅で環境整備がなされている。

###### 横浜駅東口の広場
1974年、横浜駅東口の総合整備の基本協定が横浜市と横浜駅東口開発公社との間で結ばれ、バスターミナル、地下街、地下交通広場、地下歩行者通路、地下商店街、地下広場、地上広場、JR東西自由通路等の建設が行われ、1981年には主要部が竣工、続けて横浜新都市ビルの建設が行われた。地上、地下の広場は、白と黒を基調色、ブルーグリーンをアクセント色としたモダンなデザインとし、この基調は横浜新都市ビルにも引き継がれた。地上部では、白と黒を基調としたグリッドパターンの人造御影タイル張り、換気塔の時計台、サインポールなどの工夫が行われ、地下ではスペースフレーム状のシェルター、赤御影・トラバーチンの床や壁、彫刻、などが置かれた。

###### 金沢八景駅周辺地区
金沢八景駅周辺地区は平潟湾に面し、鎌倉と紐づいた古くからの歴史を持つ地域として、横浜の南の玄関口という役割を担っている。シーサイドラインの延伸と区画整理事業により、新たな街が出来ることとなったが、都市デザインの視点からは、平潟湾や歴史性といった地域が本来持つ“金沢らしさ”を新しくこれからつくる街でいかに表現していくかが課題であった。また、シーサイドラインと京急の直結は、乗換え利便性は増すものの、街中に進出するシーサイドラインの駅舎が街を分断する、乗換え客の街に出るきっかけが減少する、などの懸念もあった。そこで、2013年（平成25年）度に、都市デザインコンセプトの策定、シーサイドラインの金沢八景駅駅舎デザイン（委託：GK設計）を行うとともに、作都市デザイン検討会を設置し、順次、駅前広場、照明計画、サイン計画に取り組んだ。2019年（平成31年）1月には京急線金沢八景駅の橋上駅舎改札口が、同年3月には東西自由通路、駅前広場を含めた道路の全体が供用開始された。
都市デザインコンセプトでは「瀬戸」という言葉で、再度、海とまちの関係を重要視するとともに、もう一つの大切な資源である金沢八景の持つ歴史性や自然を「活かす」「愛でる」「愉しむ」という動詞に表現した。また、「鎹（かすがい）」というキーワードを用いて、構造物による分断ではなく、まちと山、海、人とがつながりを持つ『Sea Front Terrace 金沢八景』を目指すこととした。具体的なデザインについては、一般の方でもわかりやすい「和モダン」という言葉や、縦格子やオーニングといったツールを提示することで、ゆるやかな統一感を目指し、まちづくり協議会との合意形成も図りながらデザイン調整を行っていった。都市デザインコンセプトのうち、具体的なツールについては既存の街づくりガイドラインに取組みメニューとして追加し、先行する公共施設でもあるシーサイドラインの金沢八景駅でそのコンセプトを実現することで、後続の民間建物などのデザインも同様の方向に誘導した。
これらの取組を推進にあたっては、専門家（横浜市大：国吉直行教授／建築家：飯田善彦）のアドバイスや地元協議会からの意見を取り入れるため「都市デザイン検討会」を立ち上げ、議論を経て、「デッキレベルには切妻屋根」、「海をイメージさせる明るく開放的な素材や色彩を用いること」、「足元空間には縦格子や茶系、ダークグレーといった色彩で歴史を感じさせるような工夫を施すこと」が決まっていった。
シーサイドラインは通勤、通院といった日常の交通機関であると同時に、観光路線としての顔も持っている。また、金沢八景の持つ歴史性の表現が求められ、かつ現代的なスケール感や圧迫感への配慮も必要であった。そこで駅施設のデザインにあたっては、まちづくり協議会から提案のあった切妻屋根を採用する一方で、素材に関しては現代的で海をイメージさせる白い膜素材を使うことを提案した。アイレベルとなる中層階には茶系の縦格子を用いて歴史性を表現すると同時に、奥行きを持たせる効果で圧迫感の軽減を図った。ベースカラーはかなり濃いめのダークグレー（N2.5）とすることで、こちらも引き締まった印象や歴史性を意図した。その結果、京急の新駅舎に関しても膜屋根を用いた切妻屋根を採用してもらえることとなり、自由通路にも白色の切妻屋根、縦格子状の高欄を配して、統一感のある、金沢八景にふさわしい駅風景をつくることが出来た。加えて、民間の開発にも縦格子などの工夫を施して頂ける事例が現れ、先行する公共建築がまちの風景づくりの良い見本となった。
駅前広場の舗装には波を思わせる緩急のあるボーダーを用い、山から海へ方向性を持ったグラデーションをかけた。山側は歴史性を感じさせる落ち着いた色、海側は白砂を想起させる明るい色で配色した。バス・タクシーの屋根はエムシードゥコー社の上屋を採用することでデザインの統一感と管理の両立を図った。横断防止柵などの選定等もコンセプトに沿ったものとし、ストリートファニチャーにも一貫性を持たせるよう配慮した。京急線の擁壁に金沢八景の浮世絵をモチーフとしたパターンの提案あったが、こちらは様々な条件から採用は見送られた。地上部の照明は色温度3000ケルビン程度で統一し、あたたかみがあって縦格子などが映える照明とした。商店街灯にもデザイン性の高いものを採用してもらい、シーサイドラインの駅舎には格子内部を照らす管理照明を用いてもらうことで、歴史性をモダンに表現することとした。自由通路や橋上駅舎のレベルは対比的に、5000ケルビン程度の高い色温度の照明を用いることで膜の軽さや白さを強調する計画とした。サイン計画は、既存のサインとの整合性から矢羽サインには青を採用した。案内サインについてはベースカラーを駅舎などに合わせてグレー基調としつつも、矢羽の青を共通のアイキャッチカラーとして用いた。

##### 地域の歩行者空間広場

###### 弘明寺街庭
市営地下鉄弘明寺駅前の道路用地を拡大し、道路内のバス待合休憩広場として整備。ベンチや花壇、シェルターなどが置かれた。1982年竣工。

###### 磯子区庁舎前広場
磯子区庁舎前産業道路の歩道を拡幅し、広場的空間として再整備するとともに、庁舎敷地にギャラリーケースを設置し、区民の絵画作品などの発表展示の場とした。その後、磯子アベニューとしてこの広場から、延長1.5kmに及ぶプロムナード整備のきっかけになった事業である。1982年竣工。

###### 蒔田中学校前広場
大岡川プロムナード整備後、プロムナード周辺の建築物、特に公共施設に対し、プロムナードの密接な関係を持って再整備することを様々な形で働きかけた。蒔田中学校の校舎改築の際、この働きかけが実を結び、校舎周辺の外壁位置の後退や、校舎入口の変更等により、プロムナードに面した小広場が生まれた。1982年竣工。

###### 夕照橋橋詰広場
金沢区では、鎌倉文化との結びつきの強かったこの地域の歴史を生かしたまちづくりを進めていたが、野島へ渡る架替の際、橋のデザインを旧橋のイメージを生かしたものとした。併せて橋詰の公園を、橋・野島の景観と一体感のある広場として再整備した。広場には、歴史と対照的な現代的彫刻（小野亮二作）も設置された。1984年竣工。

#### 公共施設のデザイン調整

##### 公共建築等のデザイン調整

###### 中区役所庁舎
設計は前川國男建築設計事務所。1983年竣工。

###### 横浜開港資料館
本館の改修及び新館の設計は浦辺鎮太郎。

###### 並木第一小学校
設計は槇総合計画事務所。

###### 並木第四小学校
設計は国設計。

###### 新港サークルウォーク

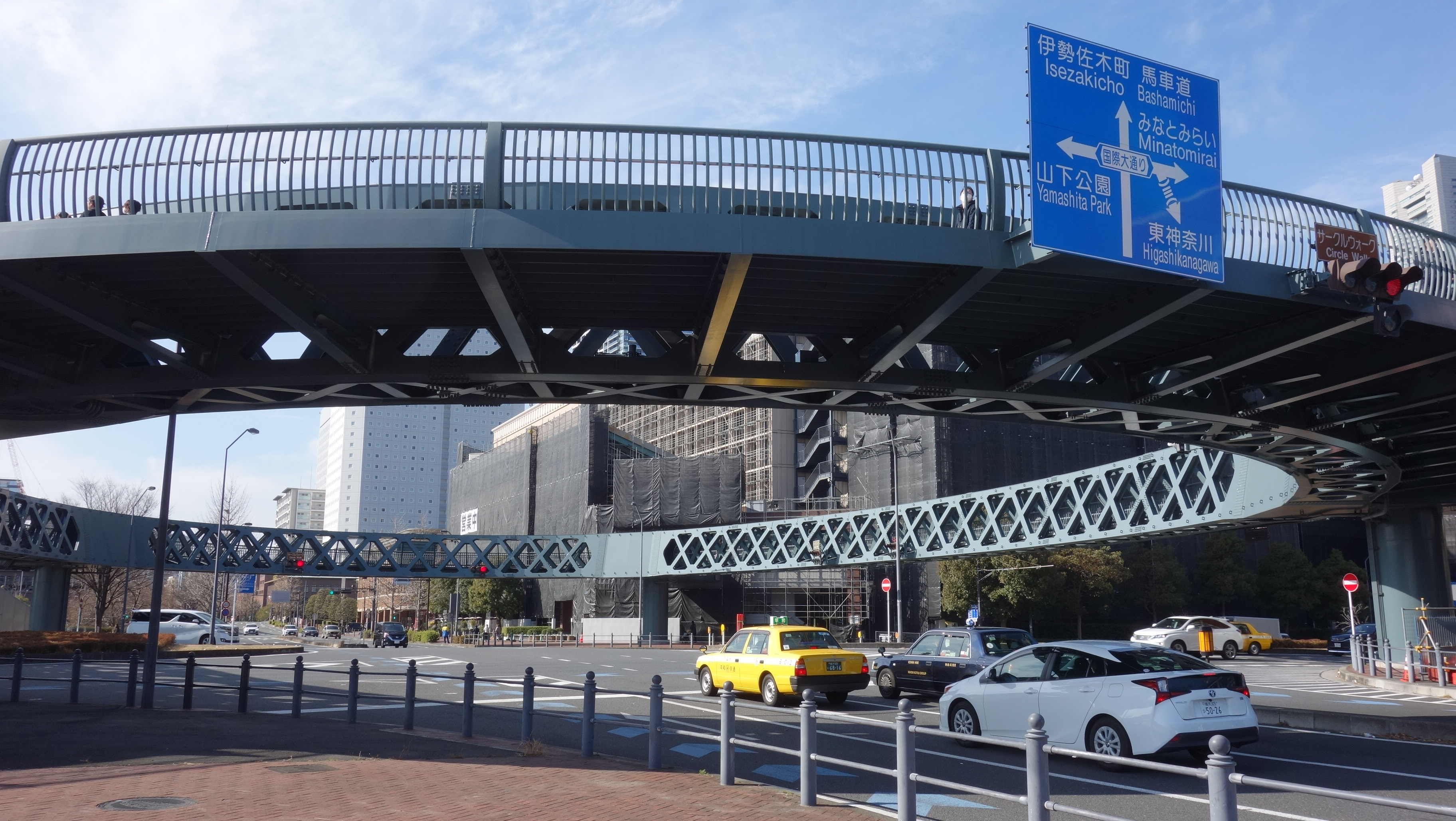
新港サークルウォーク

新港サークルウォークは、新港埠頭に建設された楕円形歩道橋。主構が楕円形のダブルワーレントラスとなっており外側に張り出し床版を設けるという、世界に類例がない構造を採用している。曲線トラスの外側に路面を設置することで、眺望性を確保し、周囲の建物と直接アクセスする機能性の高い歩道橋となっている。外装材を設けず、構造デザインを直接見せることで、鋼構造らしい機能美とコスト縮減の両立を図り、赤レンガ倉庫の残る歴史的景観との調和を図っている。1999年度土木学会田中賞受賞。

##### 交通施設デザイン

###### 横浜高速鉄道デザイン委員会
1968年までに着工した横浜市営地下鉄ブルーライン（高速鉄道）の工事と並行して、駅舎の内外部の形態、サイン、駅のストリートファニチャー・車両のデザイン検討の中心となったのが様々なデザイン分野から参加した外部専門家で構成された横浜高速鉄道デザイン委員会であった。委員会の討議の中から、全体を統一するデザインポリシーが確立され、さらにそのデザインポリシーに基づき、各デザイナーが施設の具体的な提案を行っている。ブルーとイエローを基調とした「リニアサイン」など当時としては画期的なサインシステムが考案された。解りやすく、よく整理されたものが必要とされる交通施設のデザインを目指し、駅や駅出入口、さらに車両設計に及ぶ一環した計画で進められた。なお、駅や車両の表示に使われているシンボルマークは1971年に市民公募の中から選ばれた。全体デザインを榮久庵憲司率いるGK設計、グラフィックデザインを粟津潔、建築を河合正一と吉原慎一郎、ストリートファニチャーデザインを柳宗理が担当している。

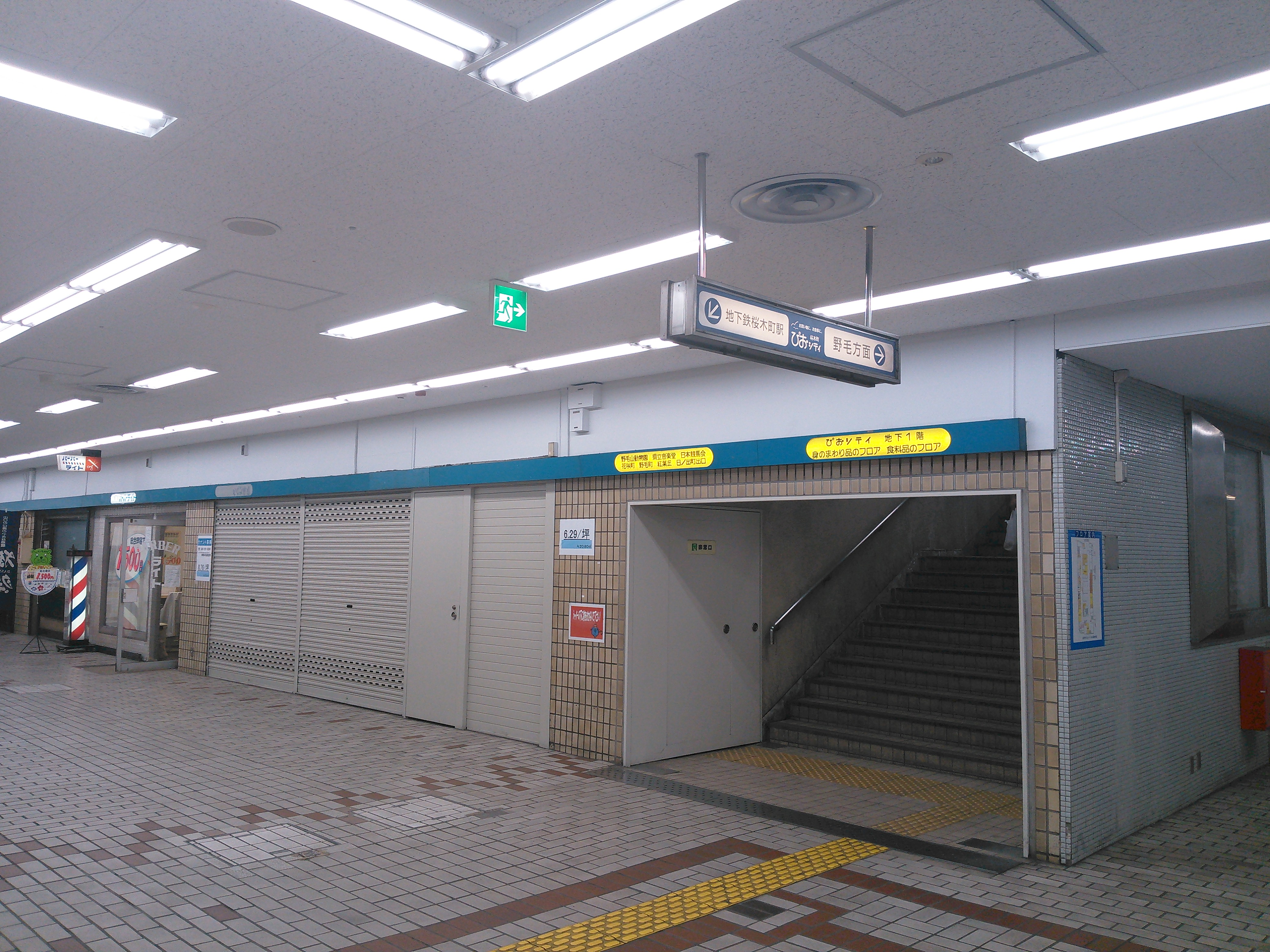
開業当時のリニアサインを真似たぴおシティの案内標識（壁面の青い帯状のもの）
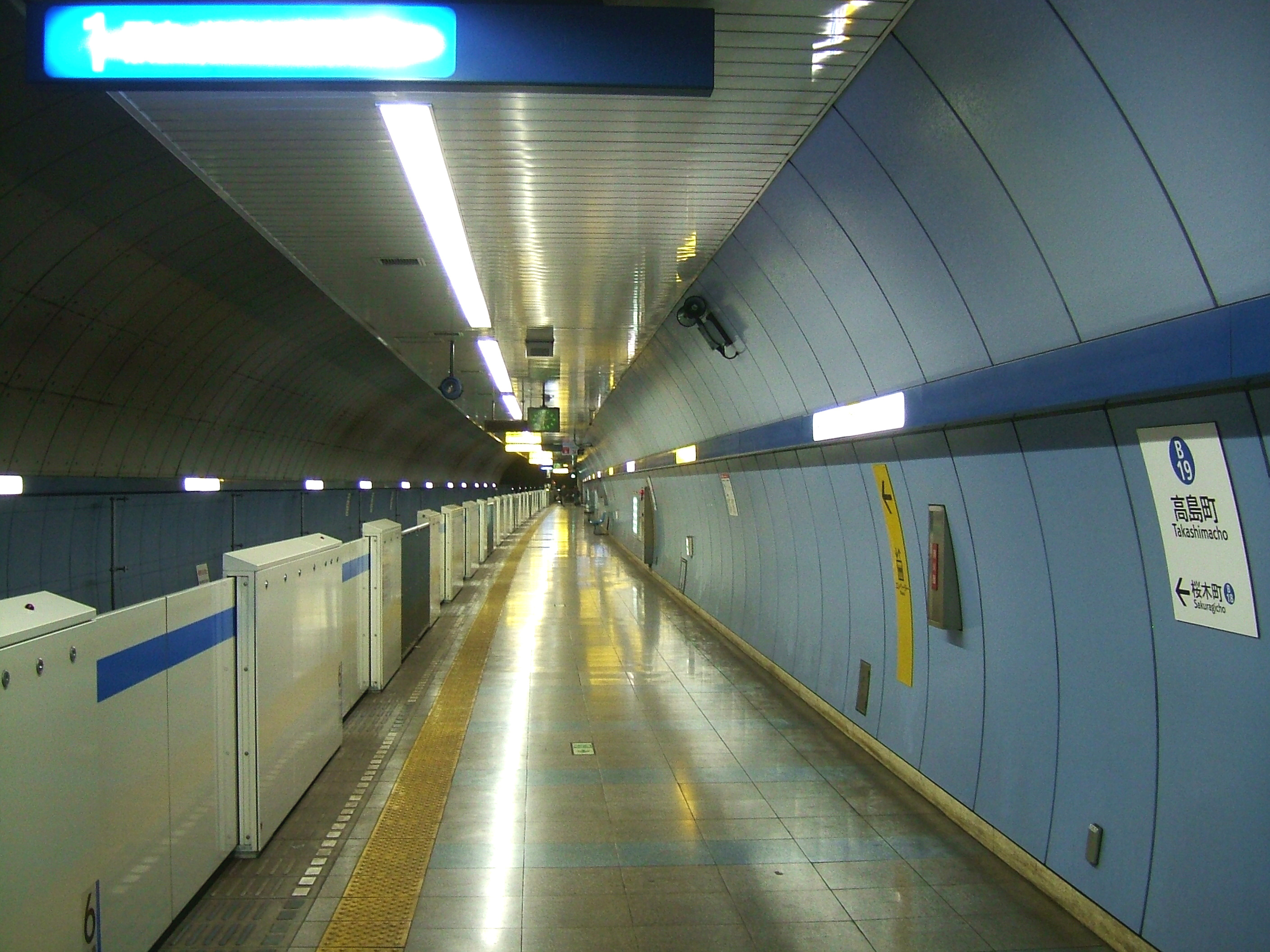
リニアサイン（壁面）と、対面方向に設置された改訂版のリニアサイン（左上）
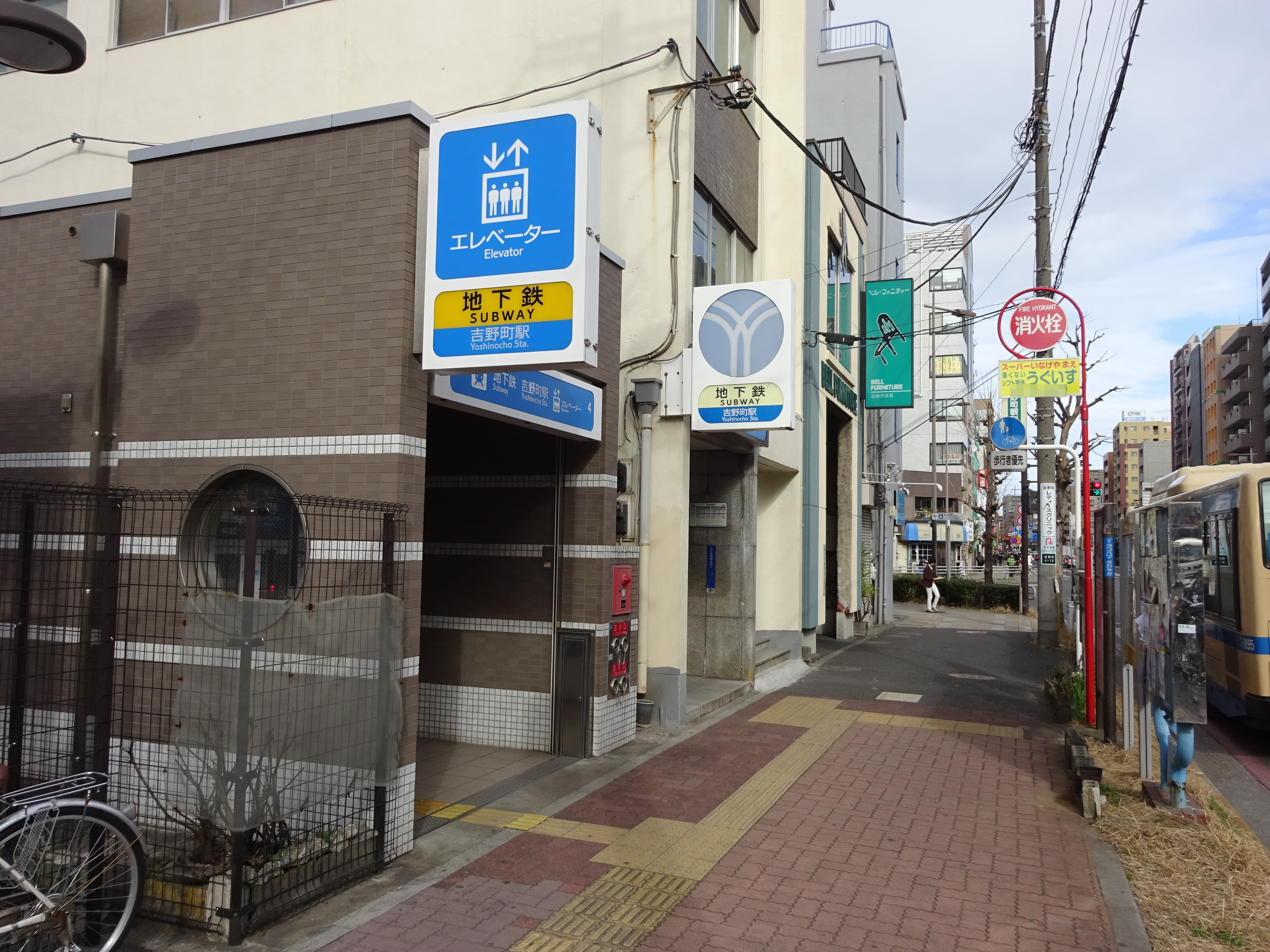
階級章の三本線と船の丸窓があしらわれた、吉野町駅の4番出入口
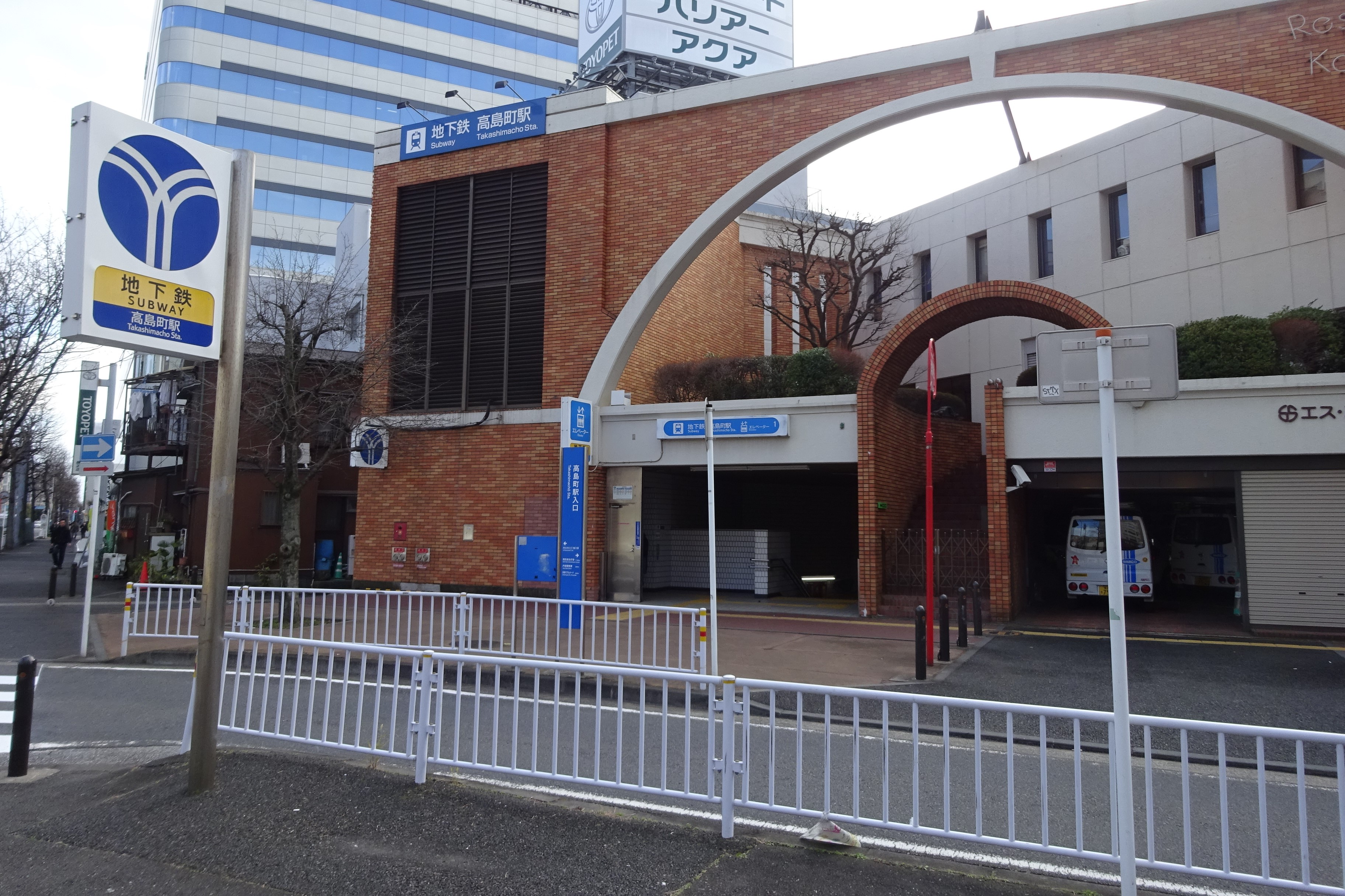
車輪をイメージした半円形の、高島町駅1番出入口
横浜駅に設置されているモザイクアート
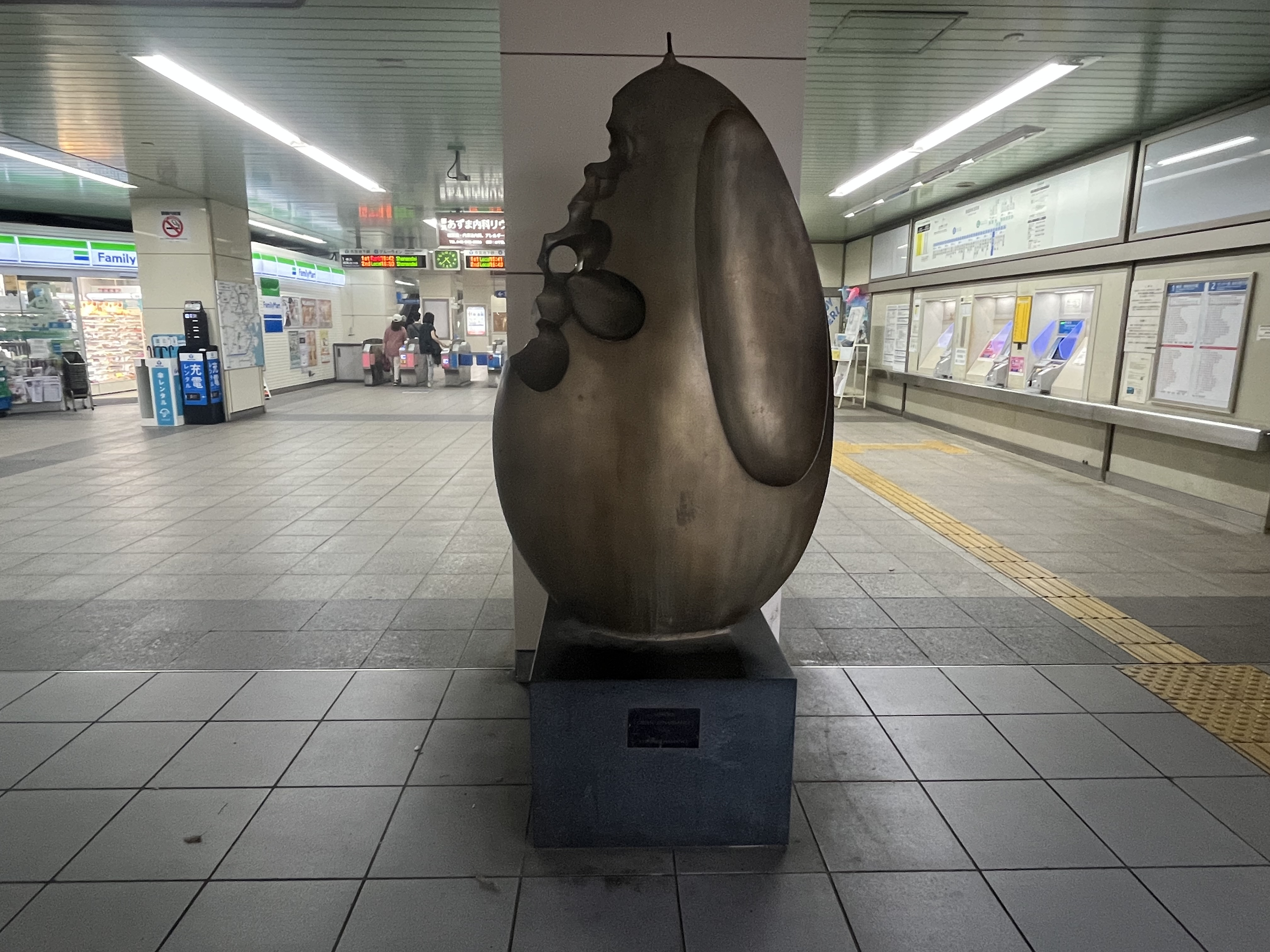
仲町台駅に設置されている銅像
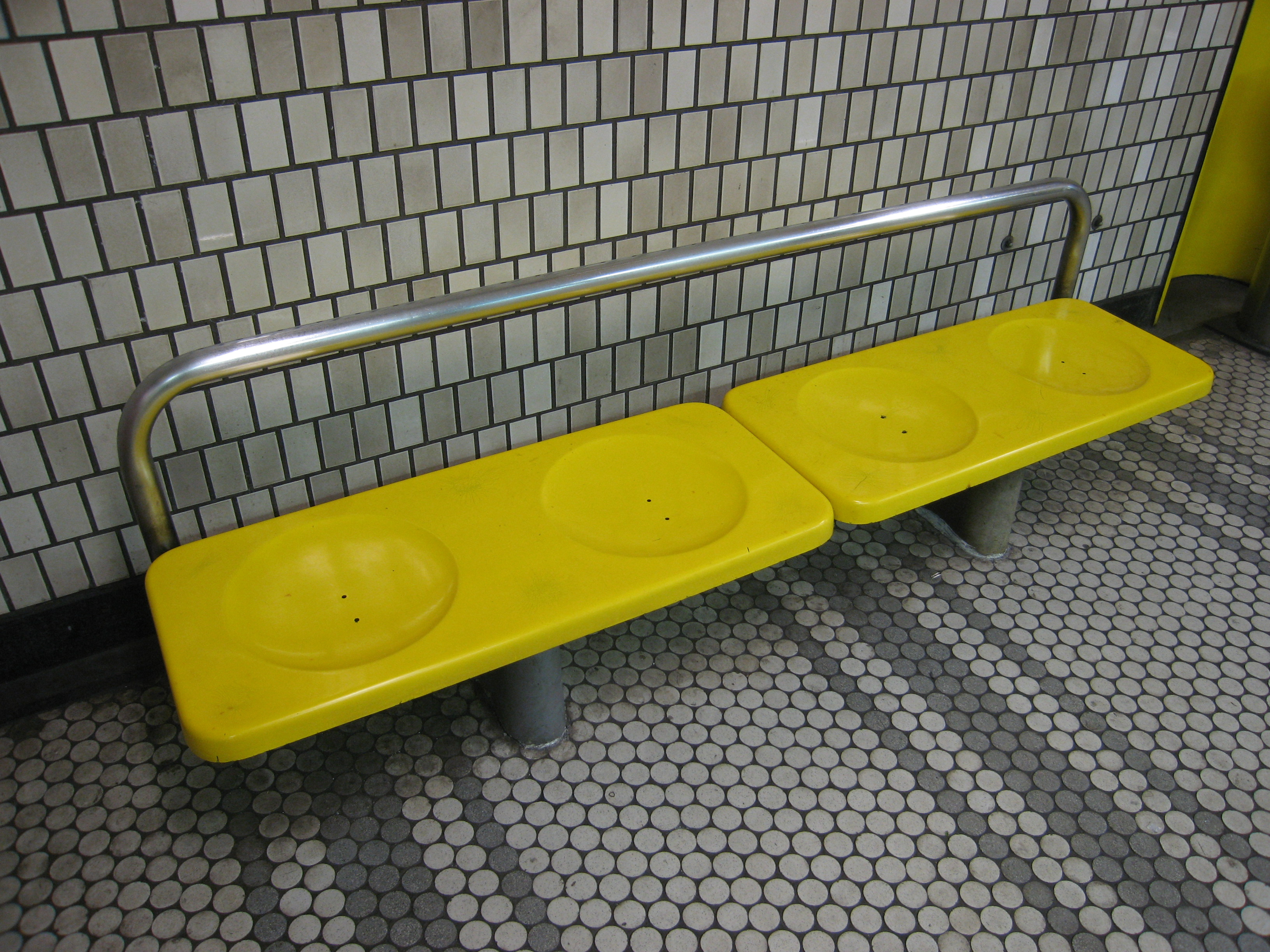
ベンチ（柳宗理）
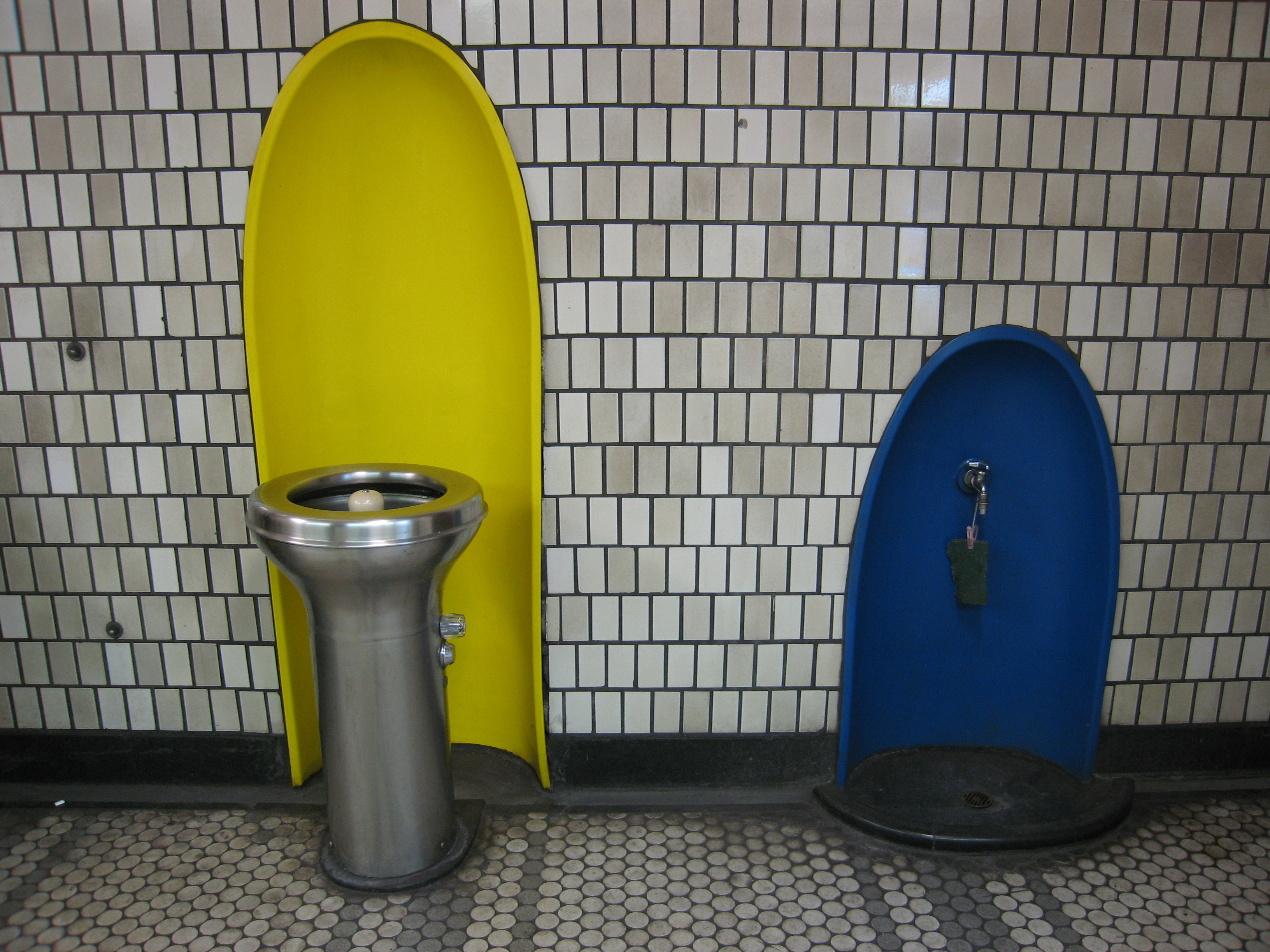
水飲器と水汲み場（柳宗理）
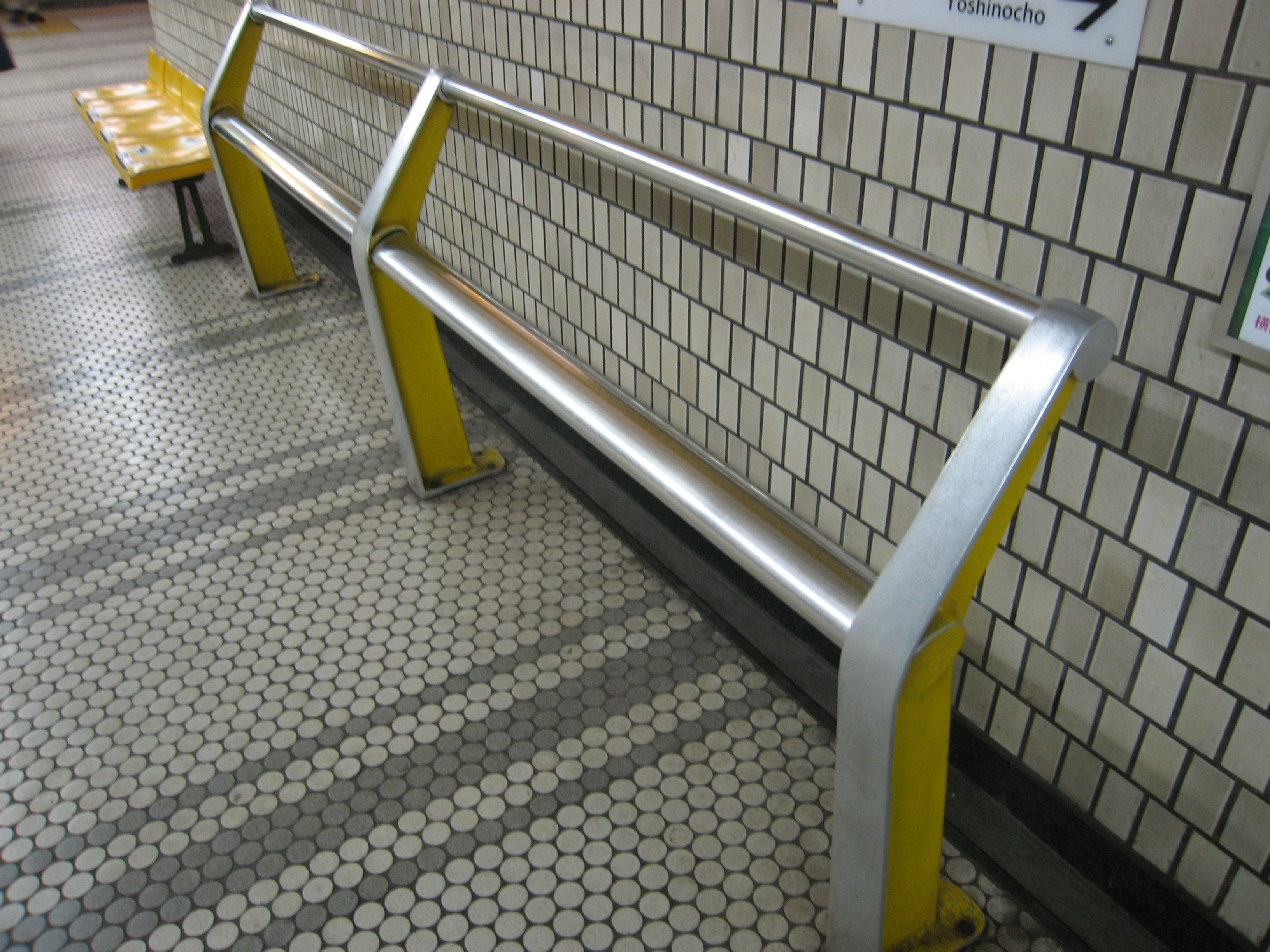
背もたれサポーター（柳宗理）

###### みなとみらい線駅舎デザイン
デザイン委員会（1993年）が策定した、駅そのものをギャラリーとしてデザインする「アーバンギャラリー」というコンセプトの下、著名な建築家に各駅のデザインを依頼した。地下にいながら横浜の街 に来たことを感じられるよう、それぞれの駅が地上の街の特性・魅力・雰囲気を地下空間に引き込み、街との連続性、一体感を演出した駅舎を実現した。2004年グッドデザイン賞受賞。2006年土木学会デザイン賞優秀賞受賞。各駅のデザインコンセプトとデザイナーは次の通り。
- 横浜駅「“透明感と光のあや”が織りなす、クリアな駅空間」東急
- 新高島駅「モチーフは「海」と「モダン」。“近未来の街”を先取り」株式会社UG都市建設・山下昌彦
- みなとみらい駅「-巨大な地下チューブ空間の「船」が躍動する」株式会社早川邦彦建築研究室・早川邦彦
- 馬車道駅「-新・旧が交錯する街に過去と未来が対比・融合する」内藤廣建築設計事務所・内藤廣
- 日本大通り駅「-タイムスリップ的な疑似体験を演出」独立行政法人鉄道建設・運輸施設整備支援機構
- 元町・中華街駅「-駅はグラフィカルな一冊の本の空間になる」株式会社伊東豊雄建築設計事務所・伊東豊雄

###### 金沢シーサイドライン車輌デザイン
整備時に車両・駅舎共通で青とオレンジをシンボルカラーとした。開業20周年を迎え新車両導入にあたり、デザイナーに専門家や地元の方々を加えたデザイン懇談会を経て、従来のシンボルカラーを踏まえつつも斬新なデザインを採用した。デザイナーは菊竹雪。

##### ストリートファニチャー
一般的な市街地に設置されているストリートファニチャーは、それぞれの設置者によって目的や機能の異なる形態となっており、個別に設置、管理されている。特に道路上のものは種類も多く、設置者毎に色や形態がバラバラのため、相互の関係や周辺環境全体に対する調和がとれなくなっている。そこで、横浜市では、統一感のある横浜型標準タイプのストリートファニチャーを開発するとともに配置などの基本的な考え方をまとめ、それに基づいた整備を進めている。

###### 広告付きバス停留所上屋事業
横浜市では、バス停留所の上屋整備にあたっては、水平垂直無彩色を基調とした標準型の設置を進めていたが、2004年、上屋の整備、維持管理を行うことを条件に、民間事業者にバス停留所上屋へ広告添架を許可する事業を始めた。事業主体は交通局。民間事業者は公募によりエムシードゥコー社に決定した。国内では岡山市に次ぐ2例目で、公営交通としては初。横浜市での事業展開をきっかけとして、その後、全国の都市に広がっていった。広告設置にあたり、専門家による審査を行うことで広告の質の向上も目指しているのが特徴である。エムシードゥコー社ブランド名はB-Stop。2005年グッドデザイン賞受賞。バス停留所上屋のデザインはGK設計。

##### 公共サイン

###### 公共サインガイドライン
公共サインは、不特定多数の方が利用する公共性の高い標識・地図・案内誘導板等の総称で、公的機関が設置主体となり公共空間に設置される。公共サインは、様々な情報・機能の付加や街のイメージカラー等による仕上げにより、街を演出するための道具としても活用されている。しかし、十分なサイン計画がないまま設置されると、形状や表示方法に統一がなくなるとともに管理が行き届かなくなるなど、問題を生じてしまう。
横浜市では、街の魅力を高め、市民や来訪者にとって統一されてわかりやすい公共サインとなるよう、1995年度に公共サインの文字や地図の表記方法等の基準を示した「横浜市公共サインガイドライン」を策定し、公共サイン設置にかかわる市役所関係部署をはじめ、関係業者、設計者に、ガイドラインに基づいた公共サインの設置を求めている。自治体としてまとめられたガイドラインとしては先駆的であり、多くの自治体のガイドライン策定において参考とされている。

###### 路上喫煙禁止サイン
横浜市では、2007年9月に「ポイ捨て防止条例（横浜市空き缶等及び吸い殻等の散乱の防止等に関する条例）」を改正、屋外の公共の場所での喫煙を指定し、当該地区内での喫煙を禁止するとともに、これに違反する者に対して過料を科すこととし、2008年1月から施行した。指定地域においては通行する者に指定地域であることを明示するサインが必要となるが条例改定時にはサインの標記方法、配置計画が定まっていなかった。また、横浜市屋外広告物条例では路面広告は原則禁止となっていたことから、禁止サインの設置方法が課題となった。そこで、事業主体である資源循環局と都市デザイン室が協議し、禁止サインのデザイン、配置の基本方針、先行する関内地区での具体的な配置計画などを検討し、シンプルなデザインのサイン、交差点部や地区へ入る場所に集中的に配置などを計画としてまとめた。喫煙禁止サインのデザインと基本方針・配置計画はGK設計。喫煙禁止サインは、2017年6月に「横浜市空き缶等及び吸い殻等の散乱の防止等に関する条例施行規則」に位置付けられた。なお、周知キャンペーン「ここでは吸わないがハマルール」ロゴは都市デザイン室職員によるものである。

###### 防火戸ピクトグラム
防火戶は、火災時に火煙の伝播を最小限に留め、避難経路を確保する役割があり、建築基準法に設置が規定された、命を守る非常に重要な設備であることから、防火戶を示すピクトグラムを作成した。デザインは「炎を遮断する扉」をイメージし、将来的に広く⺠間施設でも活用していただくため、誰にでも一目で意味が伝わるピクトグラムのデザインとした。色彩は消火器など、火災に関係するサインは赤で示されていルコとから、防火戶も「火災時に命を守る設備」と認識されるよう、赤を基調とした。デザインはNDCグラフィックス。データを公開し、全国への普及を目指している。。この取組は、今後、広く紹介され、継続・発展していくことにより、全国的な「災害に強い安全なまちづくり」の実現につながると期待され、総務省消防庁が主催する「第24回防災まちづくり大賞 日本防火・防災協会長賞」に選ばれた。

##### 横浜サイン
街にあふれる看板やポスター、のぼり旗などの屋外広告物は、まちなみや景観を阻害するものとみなされがちであるが、屋外広告物も、デザイン性が高く、その場所の雰囲気によくマッチしたものであるならば、街をより個性的で魅力のあるものにする。横浜市では、そのような横浜の魅力ある景観をつくる屋外広告物を「横浜サイン」と呼び、市内に積極的に広める取組である。

###### 横浜サイン賞
「横浜サイン賞」は市民が魅力的と感じる「横浜サイン」を市内の屋外広告物から公募し、その中から特に魅力ある景観を作っている作品を表彰するもの。

###### 横浜サインを通じたまちづくり
地域住民や屋外広告業界関係者、行政関係者が一体となって、サインに焦点を当てたまち歩き等を行いながら、魅力あるサインを活用したまちづくりを考える取り組み。2014年11月「元町まち歩き」、2015年11月「大倉山エルム通りまち歩き」。毎年、フォーラムを開催するなど横浜サインの取り組みを発信する。

###### サインの日
横浜サインを広める取組の一つとして、横浜市は、3月1日を「サインの日」と定めた。横浜市は、この日の前後を「横浜サイン」のキャンペーン期間としている。

###### 横浜駅西口仮囲いプロジェクト『have a Yokohama』
横浜駅西口仮囲いプロジェクト『have a Yokohama』はJR横浜タワー新築工事期間設置される、工事仮囲いフェンスを活用した、横浜市の地域情報を継続的に発信する取り組み。雑誌のようなレイアウト構成で、横浜ゆかりのクリエイターが手がける特集面に加え、工事の進捗を知らせつつ駅周辺のイベント情報を紹介する告知面、そしてSNSを通じて街に暮らす人々と一緒に作る参加型記事面などで構成されている。旬のヨコハマ情報を逃さないよう、年4回、3ヶ月に一度のペースで更新されている。2015年11月27日スタート。横浜の情報発信に資することと、「仮囲い編集室」を設けて、行政や市民アドバイザーと常に意見を交わしながら制作することを条件に横浜市屋外広告物条例の特例許可を受けている。2018年グッドデザイン賞。事業主は東日本旅客鉄道。企画・編集・デザインは横浜駅西口仮囲い編集室 （東日本旅客鉄道 , ジェイアール東日本企画 , STGK , NOGAN）。

#### 都市空間の演出

##### 都市の色彩

###### 関内地区の色彩計画
開港以来、洋風文化の影響を受けた独特な街並みを形成してきた関内地区の都市デザインにあたっては色彩計画の考え方を、(1) 色彩の混乱を避け、地区の個性を創出するために基調色を定める。(2) 地区の歴史性を感じられる石やレンガを基調とする。(3) 素材は極力レンガ、石・タイルを用いる。とまとめた。1974年以降、関内地区で実施されたくすのき広場、都心プロムナードでは舗装の色彩基調をレンガ系（茶系）としたのを契機に、横浜市からの協力要請や街づくり指針・協定によって徐々に関内地区の色彩環境が整っていった。

###### みなと色彩計画
みなとみらい地区、ベイブリッジ、ポートサイド地区、横浜港シンボルタワーなど港周辺で様々なプロジェクトが進行していた状況の中で、1986年港湾局が中心となり港の色彩計画作成のための調査が実施され「みなと色彩計画策定委員会」によって検討がなされ、ゾーンごとの色彩（ベースカラーとアクセントカラー）、シンボル施設は純白とすることなどを指針としてまとめられた。その後、地区内の建築物や工作物の新築・改築・塗り替えの際に協力を要請しており、徐々に港の色彩環境が整っていった。

##### パブリックアート

###### 馬車道における「彫刻設置推進運動」
馬車道商店街は街づくり憲章と街づくり協定によって魅力的となった歩行者空間における彫刻設置にも力を注いできた。1976年、歩道拡幅整備時には、歩道端部に本郷新作の具象作品母子像が置かれた。馬車道広場整備時（1978年）には、広場中央に小田譲作のステンレス製抽象作品が置かれた。両作品とも民間団体の寄付によるものである。しかし設置については商店街企画委員会と市による検討を経て決定している。この作品以降、商店街では、街づくり協定によって設けられた敷地内広場等への彫刻の設置を推進し、建築主等により設置される例が増えてきた。候補作品や設置場所については、設置者と企画委員会との協議により承認・決定されている。成功している例の一つに、関内ホール周りの彫刻群がある。ここでは、敷地内の広場への二つの抽象作品（マルタ・パン作）と拡幅された歩道への2体の具像女性像（浅倉響子作）が置かれた。これも、ある協会からの寄付によるが、作家選定などは、馬車道の街づくりのコンセプトに沿ってなされた。また、作品制作前に、作家に設置場所や馬車道の街づくりのコンセプトに対する理解を深めてもらうことや、大きさや設置位置・色・作品名決定についての協議のために十分な時間が裂かれたが特徴である。

###### みなとみらい21ストリートギャラリー
バルセロナ＆ヨコハマ シティ・クリエーション（BAY'90）の開催にあわせて、みなとみらい地区25街区（現ランドマークプラザ）の工事仮囲い掲示されたグラフィックアート。4.5m四方のキャンパスに若手現代アーティスト7人が、近くに浮かぶ船の船室を借りて作成した。設置主体である三菱地所株式会社が、みなとみらい21街づくり基本協定の趣旨に沿って実現したもので、1993年の工事竣工まで設置された。出展作家はロコ・サトシ、タナカユキノリ、冨田有紀子、宮前正樹、関口敦仁、福田美蘭、内倉ひとみ、中川憲造。総合監修は南條史生。

###### ゆめおおおかアートプロジェクト
ゆめおおおかアート・プロジェクトは上大岡駅前再開発計画の一環として、地域に潤いと特色を与えるために構想された。再開発ビル「ゆめおおおか」ビルの内外19か所に18人のアーティストが作ったアート作品19点が設置された。奈良美智「World is Yours」、平川典俊「パッシング・モーメンツ」、PHスタジオ「ルーフトップ・パッセージ」、村上隆「DOB君、こんにちわ」、福田美蘭「ジグソーパズル（ヨコハマ）」、岡崎乾二郎「谺の原っぱ」など。

##### ライトアップ
夜景の魅力を市民、観光客にアピールするとともに、ヨコハマの街の活性化を図ることを目的とし、横浜の個性的な景観を形成している歴史的建造物等、各種都市施設に、夜間の光による夜景演出（ライトアップ）を行っている。市民と企業と共同で推進するため、1986年に「ヨコハマ夜景演出事業推進協議会2016年度末解散））」を設立し、さまざまなイベントと連携した投光実験の実施や、投光器の常設化を進め、横浜開港記念会館（ジャック）、横浜税関（クイーン）、神奈川県庁（キング）、横浜郵船ビル等、約50の施設のライトアップを推進した。その後、建物新築や改修に伴うライトアップの手法や、夜景をテーマとしたイベントも定着してきたことから、2015年3月をもって夜景演出事業推進協議会は解散した。

##### 公共空間の利活用

###### 日本大通りオープンカフェ
歴史的建造物が多い官公庁街であり、歩行者を優先し景観に配慮した道路整備が行われた日本大通りの魅力を高めるために複数のオープンカフェを設置し、本格的に継続して運営していくため、地元と行政で新しいしくみを考案。2002年5月から6月にかけて行われた9日間のイベント「日本大通りパラソルカフェ＆ギャラリー2002」、2005年の半年間の社会実験を経て、2006年に「日本大通り活性化委員会」が正式に発足。横浜市と委員会の間で「日本大通り活性化事業に関する基本協定書」を締結することで、オープンカフェ営業希望店舗から依頼を受け、委員会が確認し、まとめて道路使用許可と道路占用許可の手続きを行うことで、誰でもオープンカフェの実施が許可されている。2019年3月現在、公道で3店舗のオープンカフェが実施されている。賑わいの創出だけでなく、歩行者が憩える雰囲気のいい空間を形成し、横浜の歴史と風格あ るある街路空間にふさわしい景観の一部として重視されている。日本大通りでは土日にイベントが実施されることが多く、2019年にイベント実施ガイドを改定し、地域合意のシステムを確立。地元団体以外でも、行政の後援 等をとることで、民間主体のイベントが実施できる仕組みとなっており、オープンカフェと共存し、オープンカフェのように「日本大通り」の景観に配慮し、通りの魅力をより高められる質の高いイベントを推奨している

###### 東横線跡地遊歩道活用実験
東急東横線廃線跡地（横浜駅～桜木町駅間）は「歩行者専用道路」として段階的な整備・供用が行われ、2019年7月16日には初めて高架を含む部分（桜木町駅西口広場～紅葉坂交差点付近）の整備が完了し、供用開始された。都市の新たな魅力ある歩行者空間を目指し、将来的な利活用と未整備区間の整備に向け、必要な条件整理や利活用主体の発をするため、供用部分を中心に実験的なイベントを行っている。2019年9月24日に第1回、2019年12月20日に第2回の実験が行われた。

###### みなと大通り及び横浜文化体育館周辺道路の再整備に向けた社会実験（「みっけるみなぶん」）
旧市庁舎街区の活用事業や横浜文化体育館等の再整備を控える関内・関外地区の回遊性向上に向け、「みなと大通り及び横浜文化体育館周辺道路（みなぶん）」について、道路空間の再構築や沿道と歩道を一体的に使うことにより、賑わいと魅力ある道路空間の創出に向けた検討にあたり、人や車の流れや沿道の利活用について検証するため、2020年11月9日から11月30日の間、車道の一部を規制し、歩道を広げるなどの社会実験（「みっけるみなぶん」）を実施した。 社会実験は道路再整備のデザイン・詳細設計の一環として委託され、委託先はプロポーザルにより「日建設計シビル・カナコン・オンデザインパートナーズ令和2年度みなと大通り及び横浜文化体育館周辺道路の再整備に向けたデザイン及び詳細設計委託共同企業体」に選定された。

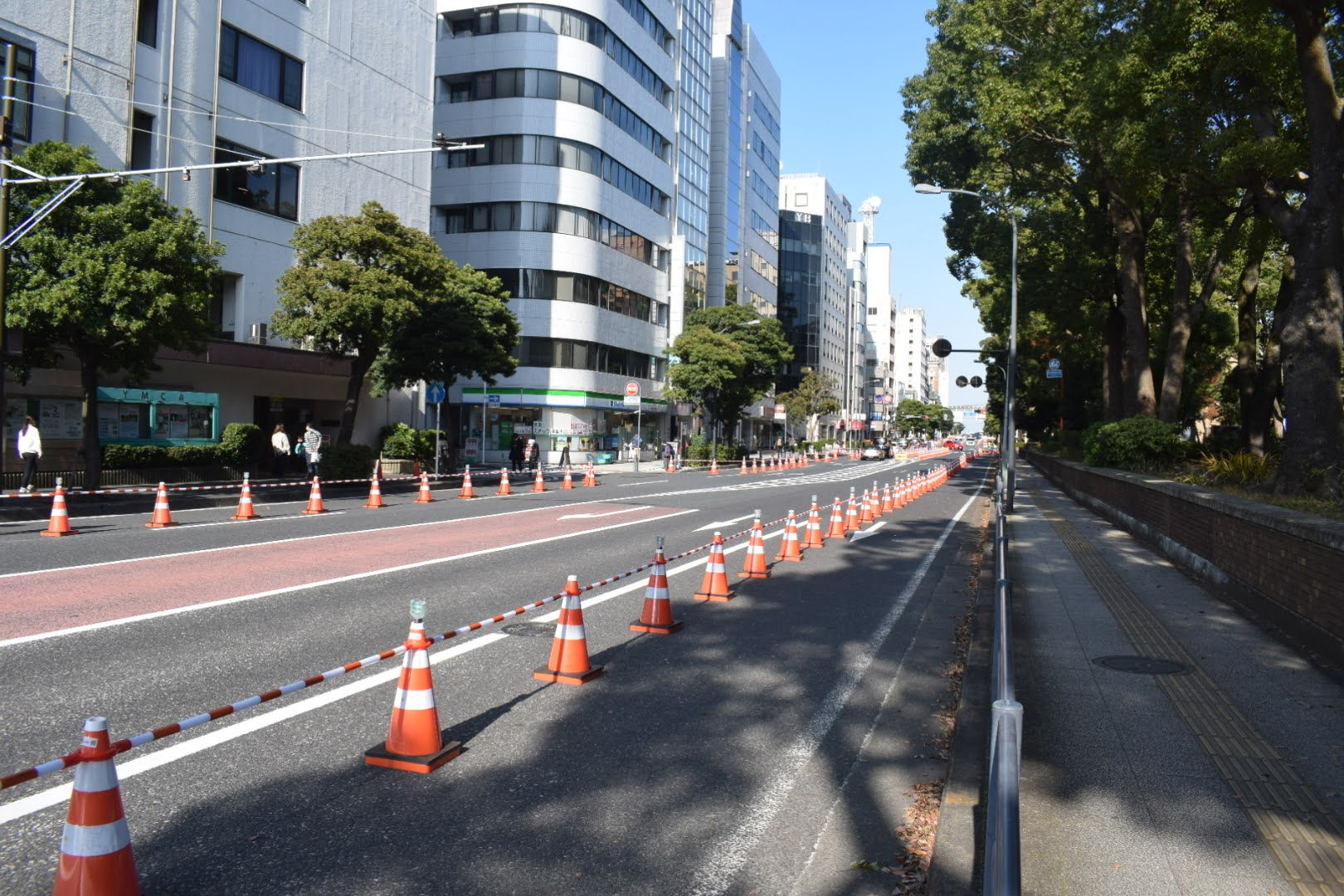
みなと大通り及び横浜文化体育館周辺道路の再整備に向けた社会実験（「みっけるみなぶん」）
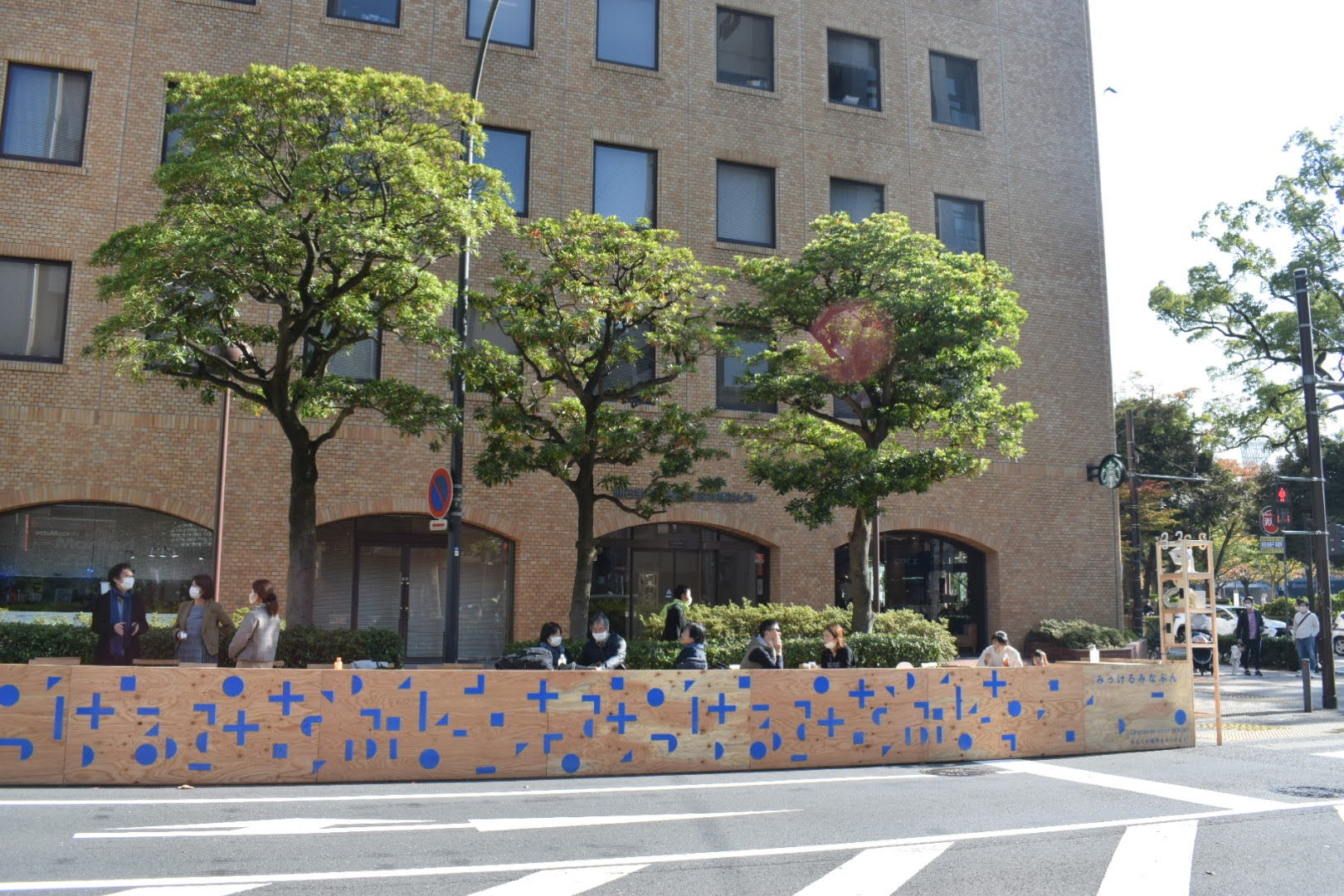
みなと大通り及び横浜文化体育館周辺道路の再整備に向けた社会実験（「みっけるみなぶん」）スターバックス前

### 歴史を生かしたまちづくり
横浜には、開港以来独自の文化が培われ、個性ある街並みが作り出されてきた。関内地区の華麗な姿の近代建築、山手の西洋館、郊外部の古民家、あるいは港湾施設、橋梁といった風格ある土木産業遺構など、歴史的景観は「横浜らしさ」を形作る貴重な資源である。こうした歴史的建造物をまちづくりに活かしていくため、1988年に「歴史を生かしたまちづくり要綱」を制定し、所有者や市民、専門家などと協力して歴史的建造物の保全活用を行うとともに、文化財制度とも連携しながら、まちづくりの中で歴史的景観を保全する取組を進めている。 この取り組みでは、歴史的建造物の外観を中心に保全活用を図り、景観上価値があるものを登録し、特に重要なものについては、専門家の意見を踏まえ「保全活用計画」を策定した上で、認定としている。保全活用にあたっては、市街地環境設計制度など他の制度と連携するとともに、所有者の実情に応じて外観の復元を含めた柔軟な手法を行っている。また、認定歴史的建造物では、外観の保存・復元における工事助成も行っている。一方で、多くの歴史的建造物が建築基準法施行以前に建てられていることから、改修等を行う際の法適合が困難となっている。こうした課題に対し、建築基準法第3条第1項3号の規定に基づき、「横浜市魅力ある都市景観の創造に関する条例」を改正し、特定景観形成歴史的建造物制度を創設している。この制度は、別途安全措置を講ずるなどの代替措置により、一定の条件の下で建築審査会の同意を経て建築基準法の一部を適用除外することとし歴史的建造物の内部も含めた利活用の促進を目的としている。

#### 港町横浜の都市形成史
横浜の都心部整備などの基幹的事業やガイドラインの策定には、それまで十分には解明されていなかった横浜の都市形成の歴史することが重要であったため1977年度から1979年度にかけて調査された。調査は横浜市企画調整局と日本都市計画学会「都市形成史調査研究委員会」（委員長・入沢恒）。それまで、横浜市史など社会経済的な歴史をまとめたものは多くあったが、道路や公園をはじめ交通や供給処理施設、または港湾施設や産業基盤などがどのように形成し、実際の街並みや建築、そこでの生活を総合的にまとめたものはなかった。そこで、これらの相互関係を中心に、資料を収集整理し、さらに、横浜開港から130年のそれぞれの時代にどのような都市づくりの計画が策定され、実現されていったかをたどることとした。これにより、都市形成の流れを知るとともに、計画と実現の間にあった困難などを浮き彫りにしていくことを考えたのである。横浜は震災や戦災などにより、多くの計画図や設計図などの資料が消失、散逸していたが、地図上に整理していくと、物理的にも計画的にも前の時代の遺産を受け継ぎながら街づくりが進められていたことが明らかになった。この調査によりまとめられた内容は、1981年、「港町・横浜の都市形成史」として出版された。

#### 横浜歴史的環境保全整備構想調査
「横浜歴史的環境保全整備構想調査」は1983年、横浜市が日本建築学会に委託した調査研究の成果である。この調査に先立って、1981年度から市職員による歴史的建造物の所在確認調査が行われた。日本建築学会は「横浜歴史的環境保全整備構想調査委員会」（村松貞次郎委員長）を設置、2年間をかけて、市内全域の歴史的資産の調査とその都市づくりにおける保全活用方策の検討を行った。約2,000件の建造物と約100の歴史的環境地区、約200kmの古道を整理した。この調査を基に、1984年には、保全のための手法、個人民間所有者への支援策と公共事業での歴史性の尊重、また地区レベルでの保全整備法式を提案した「歴史的環境保全整備構想」としてまとめられ、今日に至る横浜の「歴史を生かしたまちづくり」の基本となっている。

#### 歴史を生かしたまちづくり要綱
「横浜歴史的環境保全整備構想」をもとに、歴史的建造物を凍結的に保存するのではなく、まちづくりの一環として生きた保全を進めることを目的に1988年制定。保全の対象を景観上重要な外観とし、内部は所有者等の実情に応じた活用を目指していることが特徴の一つとなっている。要綱では、歴史的建造物の登録・認定、歴史的景観地区の指定、助成制度、歴史的景観保全委員について定めている。また、1997年には耐震改修に対する助成制度の新設、2015年には特定景観形成歴史的建造物への対応、2016年には歴史的建造物の改修を支援する中間支援団体への助成制度の新設、2018年には歴史的建造物の「評価の考え方」を明記するなど、様々な時代の情勢に合わせた改正も行ってきている。

##### 歴史的景観保全委員
「歴史を生かしたまちづくり」に専門家や市民の意見を取り入れるため、歴史を生かしたまちづくり要綱に基づき1988年4月設置。歴史的景観一般の審議会等と違い、各委員は単独で行動し意見を述べることができるのが特徴である。年に2回程度の連絡調整会議（設立当初は全員協議会）において各委員の情報共有とともに、施策の重要事項に対する懇談を行っている。1988年8月に第1回全員協議会開催され、委員の互選により代表委員に村松貞次郎、副代表委員に高木文雄が選出された。

#### 山手地区の歴史的建造物保全活用
山手地区は、旧外国人居留地として、今も西洋館が数多く残されている横浜らしい景観の一つである。歴史的建造物に愛着を持つ所有者が現在も住宅として活用しているものも多く、こうした歴史的景観を保存していいくため、まちづくりと連携しながら、所有者の協力を得て西洋館の保全活用をもとめている。さらに、エリスマン邸の移築復元をはじめとして、市が西洋館を取得し、公園内で保全活用する取組を行っている。横浜市が保有する西洋館では、花による演出や音楽の演奏など、歴史的建造物の魅力を高める地域の歴史や文化に根差した多彩な活動が市民によって行われている。

##### 公園における西洋館の保全活用

###### 山手68番館
山手68番館は、東洋パブコック社の社員であったC・F・フランコの居宅として1933年に建てられた。1986年に取り壊しになるところを、部材が横浜市に寄贈され、折から建て替えが予定されていた山手公園のクラブハウス（現山手公園管理センター）として再生した。コロニアルスタイルの雰囲気を伝えるベランダを持ち、外壁は下見板張りという外観上の特徴を持つ。この独特の雰囲気とクラブハウス（更衣室・事務室等）としての機能を両立させるため、内部と平面は一部を除いて思い切った改変を行い、外観の特徴である正面の屋根とベランダにかつての面影を強く残している。また建具類を中心に旧材を再利用している。1987年春に完成した。歴史的建造物をそのまま凍結的に保存するのではなく、現代の用途に応じた新しい生命を得たものとして再生させたという意味において、一つの実践例を示したものといえる。

###### ブラフ80メモリアルテラス
1984年、再整備中の元町公園の一角で発見された住宅遺構。工事を中止し実施した調査の結果、関東大震災で倒壊したマクガワン夫妻の邸宅の地階部分であり、震災前の外国人の暮らしぶりを知ることができる貴重な歴史資産であることが判明、日本建築学会からも保存要望書が横浜市宛に提出され、公園内に保存されることとなった。明治時代の住宅遺跡を積極的に保存している事例として全国的に稀である。

#### 北仲通地区の歴史的建造物保全活用
2000年（平成12年）に再開発協議会が発足し、区画整理や再開発が本格的に始まった。この際、各事業が連携して全体を形作るよう、横浜市都市美対策審議会での議論を経てガイドラインや地区計画が策定された。ガイドラインには歴史資源の継承や文化芸術振興、水際プロムナード整備等が目標にあり、景観・魅力づくりを重視する意思がうかがえる。歴史的建造物は、用途変更の困難さや高額な維持費等が原因で保全が難しい例が多い。北仲通地区でも、再開発の開始時には既に複数の歴史的建造物が解体されており、残るものも老朽化が課題であった。こうした事情を踏まえ、同地区では歴史的建造物の保全・復元を図るため、これらに併せて一体の事業(高層棟の建設等)の高さや面積の制限を緩和する、いわばボーナスを与える制度が積極的に導入された。また、建物の保全・復元に加え、補強や更新を行い多様な活用 を促している。こうした取組により、旧横浜銀行本店別館の曳ひき家や復元や生糸絹物専用倉庫の復元などが行われ、現在NPO法人BankART1929による芸術活動拠点や店舗、ライブハウスやシェアオフィス等に活用されている。このように北仲通地区では、歴史や文化を活かした個性あるまちを目指し、現在もまちづくりが進められている。

##### 旧横浜生糸検査所附属生糸絹物専用B号倉庫及びC号倉庫
元は4棟存在した旧生糸検査所の附属倉庫群の一部。2019年、再開発の中でB号倉庫全体と C 号倉庫外壁部分が復元された。創建時の景観を再現しつつ、多様な活用がなされている。横浜市認定歴史的建造物。

##### 旧横浜生糸検査所附属倉庫事務所
旧生糸検査所附属倉庫の事務所棟。北仲通地区にある生糸産業関連の建造物で、唯一現存するものである。現在は、補修保存されシェアオフィス等で活用されている。横浜市指定有形文化財。

##### 旧横浜生糸検査所（横浜第2合同庁舎）
旧生糸検査所の本棟。1993年に復元され、横浜第2合同庁舎に接続され行政機関により活用されている。横浜市認定歴史的建造物。

##### 旧横浜銀行本店別館（旧第一銀行横浜支店）
1995年、バルコニー部を曳家し高層棟と接続される形で復元された。創造界隈拠点等に活用されている。横浜市認定歴史的建造物。

##### 旧灯台寮護岸
明治期の埋立事業で築造され、かつての灯台事業の歴史を伝える石積み。補修を行いながら保全されている。横浜市認定歴史的建造物。

##### 横浜市役所周辺の遺構群
横浜市役所の外構等では、庁舎建設に伴う埋蔵文化財（洲干島遺跡）の発掘調査で確認された開港~震災までの建物・土木遺構から数点を選出し、展示を行っている。

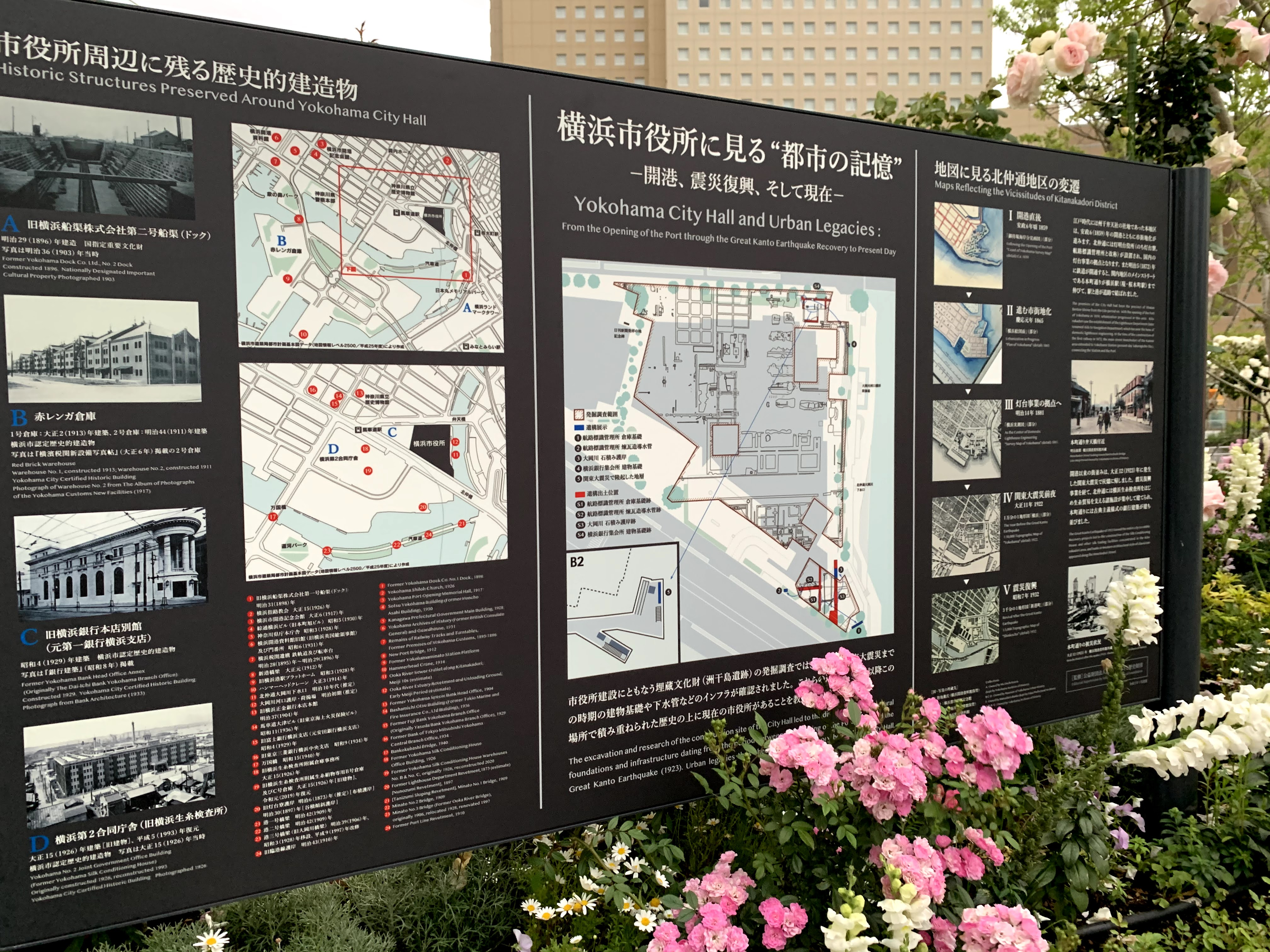
横浜市役所周辺の遺構群（案内板）
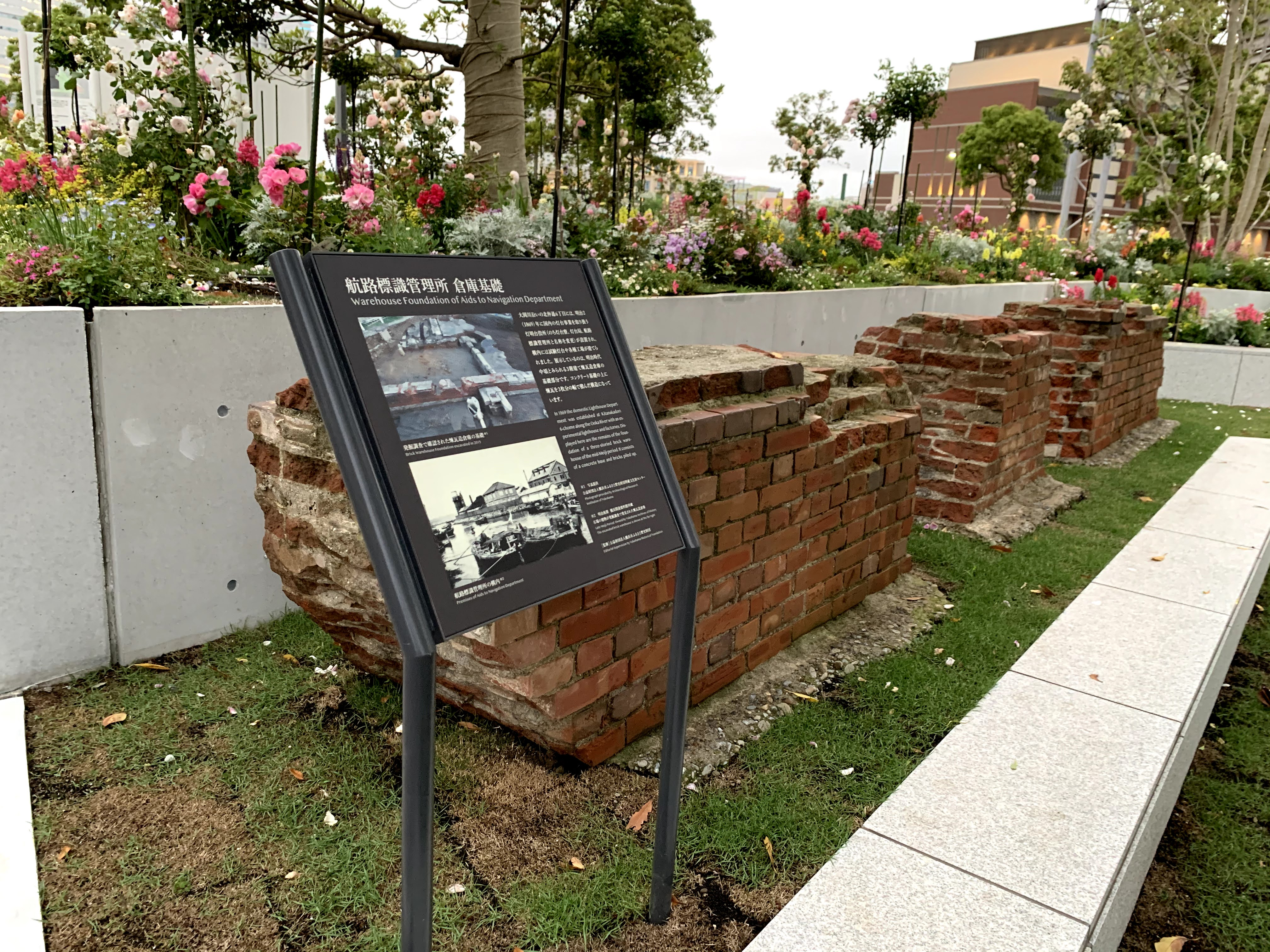
横浜市役所周辺の遺構群（航路標識管理所倉庫基礎）
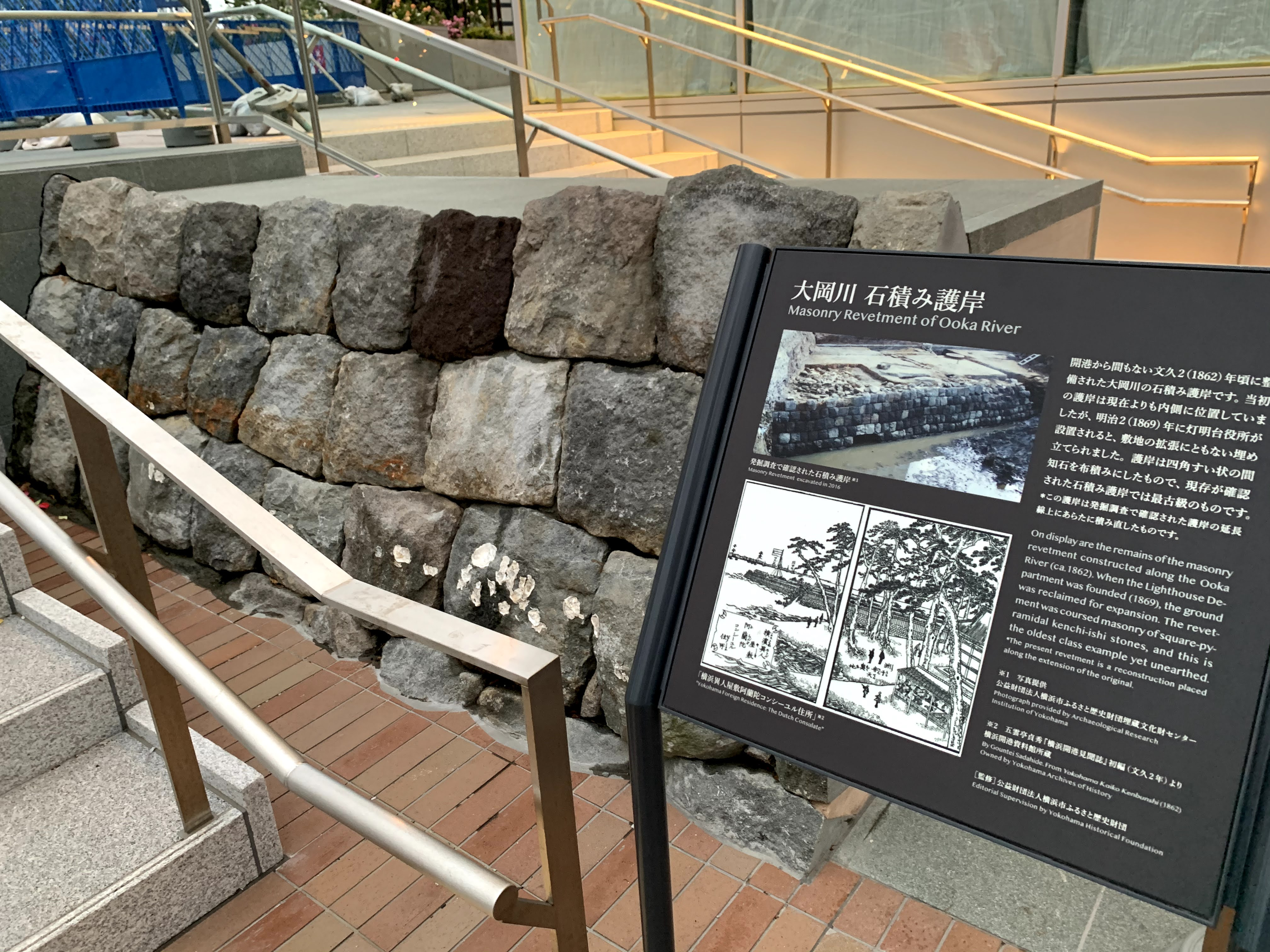
横浜市役所周辺の遺構群（大岡川石積み護岸）
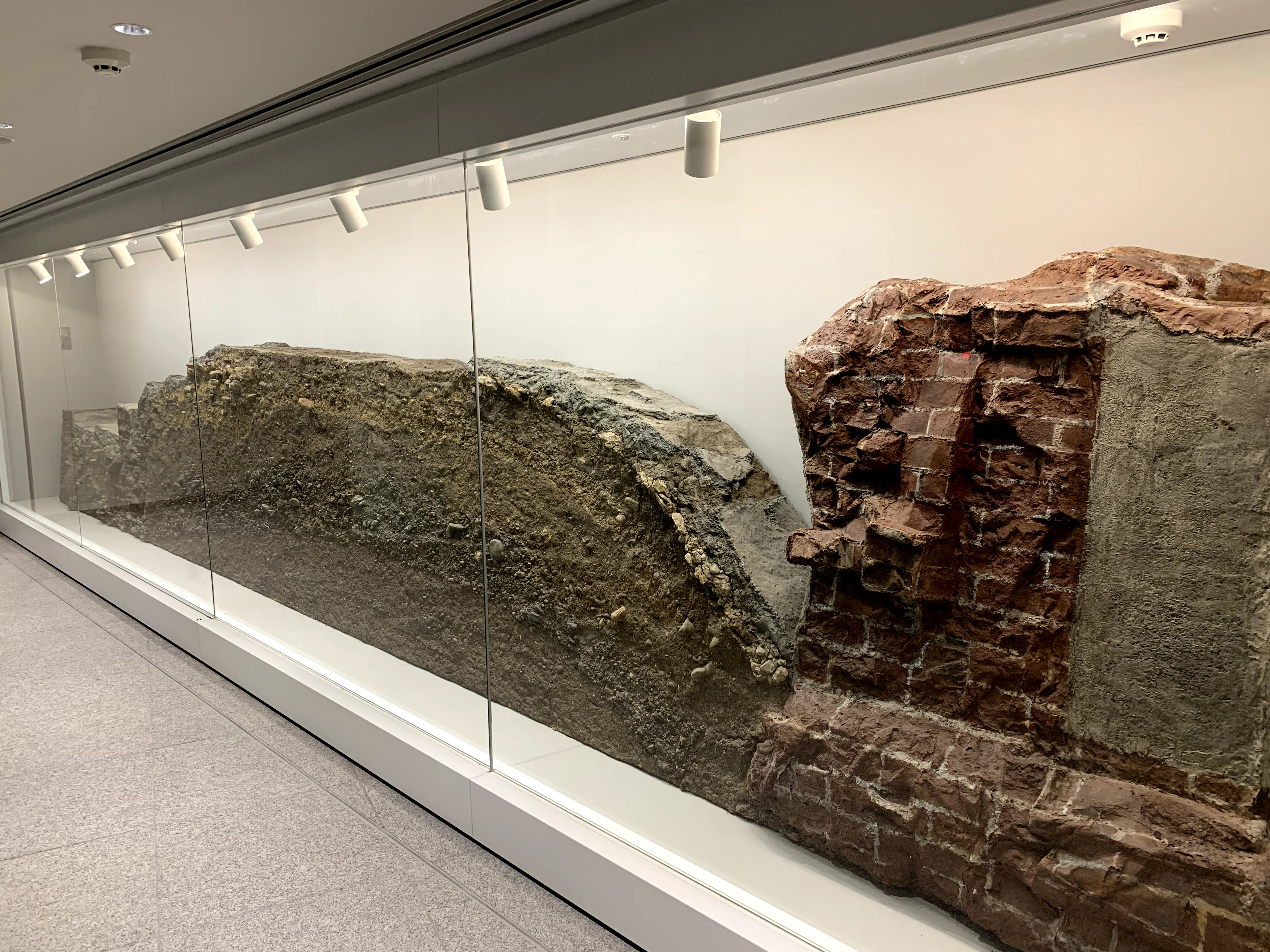
横浜市役所周辺の遺構群（関東大震災で隆起した土層）

#### 郊外部の歴史的建造物の保全
横浜の郊外部には、開港以前の横浜を感じることのできる里山などの景観が残され、古民家は景観を構成する要素の一つであり、長年市民に親しまれてきた。歴史的建造物を地域の歴史や文化を体験する場として市民自らが活用する取組を、地域と連携して進めてきている。

##### 旧横溝家住宅
江戸時代後期から明治中期にかけて建てられた、表門、穀蔵、文庫蔵、主屋、蚕小屋など5棟の建造物が保存されており、1988年に横浜市指定文化財となっている。江戸時代をとおして獅子ヶ谷村の名主を勤めた家であったが、昭和50年代に相続等に対応するため敷地を横浜市が取得し、歴史公園として整備。家屋等は横浜市に寄付され、1983年から建物修理工事に着手したものである。
当時、横溝家周辺地区は、市街化調整区域となっていたため田園的な風景がまだ残されており周囲を取り囲む丘は「獅子ヶ谷市民の森」として公開されており、都会の中にあってかつての農村の景観を味わうことのできる絶好の場所である。旧横溝家住宅は、建物のほか文書や民具とあわせて往時の生活を偲ばせる重要な文化遺産と言える。

#### 土木産業遺構の保全活用
横浜は、開港場になったことにより、外国人居留地であった現在の都心臨海部を中心に、日本における西洋の産業や土木技術の導入の場ともなってきたため、市内には買うぞ奥の土木産業遺構が残されていて、横浜の魅力の一つとなっている。ランドマークタワーの足下に広場として保全活用された旧横浜船渠第2号ドック、JR桜木町駅と新港地区を結ぶ鉄道跡地を活用したプロムナード「汽車道」や、明治時代の石積みを積み直した象の鼻防波堤など、まちづくりの中で土木産業遺構を市民が利用できる空間へと転換しながら、積極的な保全活用を行っている。

#### 公益社団法人横浜歴史資産調査会
公益社団法人横浜歴史資産調査会（通称YOKOHAMA HERITAGE ヨコハマヘリテイジ）は、歴史的建造物等の保全活用を推進するために設立された民間団体である。1988年に「横浜市歴史的資産調査会」として発足、2009年6月2日、横浜開港150周年を迎える年の開港記念日に一般社団法人化、2013年4月には内閣府認定の公益社団法人となる。横浜市と連携し、歴史的資産の保全活用に関する調査研究、セミナーや見学会等の普及啓発を中心に活動することとともに、公益社団法人（免税団体）として歴史的資産の保存、取得、管理等に向けて活動している。2017年には横浜市登録歴史的建造物である野毛都橋商店街ビルを取得、管理している。

#### 『歴史を生かしたまちづくり』の推進について
横浜市では、1988年に歴史を生かしたまちづくり要綱を制定し、歴史的建造物の保全活用などの取り組みを進めてきたが、厳しい経済状況等を背景に、歴史的建造物の認定を解除せざるを得ない状況が起きるなど、所有者が歴史的建造物を保全し活用し続けることに様々な課題が生じていた。一方で、歴史的建造物に対する市民の関心は高く、広報普及などの取組によって「歴史を生かしたまちづくり」に関する市民活動も活発になってきており、こうした市民の力を歴史的建造物の保全活用に生かしていくことや、これまでの取り組みにより保全活用されている歴史的建造物を、文化や観光など横浜の魅力を高めるために活かしていくことも大きな課題となっていた。そこで、こうした状況や課題を踏まえた上で、「歴史を生かしたまちづくり」の推進を図っていくために、新たな制度の創設など、今後、取り組むべき新たな施策を「『歴史を生かしたまちづくり』の推進について」としてまとめた。「所有者による保全活用の支援などの制度拡充」など3つの基本方針と、「（仮称）特定景観形成歴史的建造物制度の創設」など8つの施策が示されている。2013年11月策定。

#### 特定景観形成歴史的建造物制度
「特定景観形成歴史的建造物制度」は、魅力ある都市景観の創造を推進する上で特に重要な歴史的建造物を指定することができる制度として、2013年12月に「横浜市魅力ある都市景観の創造に関する条例（景観条例）」の一部を改正し新設した制度。「『歴史を生かしたまちづくり』の推進について」の検討において、その具体的な内容が検討された。歴史的建造物は、活用のための用途変更を伴う大規模な改修などを行おうとすると、建築基準法への適合が課題となる場合が多くみられるが、本制度による指定を基に建築審査会の同意を得ることで、建築基準法を適用除外（建築基準法第3条第3号第1項）とすることができ、歴史的建造物の価値を残したまま、バランスのとれた保全と利活用の検討も可能となった。2016年2月、「旧円通寺客殿（旧木村家住宅主屋）」が指定第一号となった。

### 都市デザインの仕組みづくり
様々なテーマや地域で都市デザイン活動を展開していく過程で、「山下公園周辺地区開発指導構想」などの要綱や基準などが策定された。要綱や基準は、法制度や数値基準だけでは規定できない、きめ細やかなデザインや景観への配慮を、当事者の創意を引き出す創造的協議により実現していくことを意図している。このような特徴を生かす形で横浜独自の制度として、市街地環境設計制度が策定され、近年では景観法の施行を契機に景観の条例を策定し協議型のまちづくりを進めている。

#### 横浜市市街地環境設計制度
横浜市市街地環境設計制度は、敷地内に歩道や広場（公開空地）を設けるなど、総合的な地域貢献を図ることを条件に、建築物の高さや容積率を緩和することで、良好な市街地環境の形成を誘導する制度である。1973年12月制定以来、これまでに制度を活用した建築計画は、それぞれの立地特性に応じた地域のまちづくりに貢献してきた。当初、市街地環境設計制度は地域の環境改善が目的であり、特に全体の街づくり計画され、指導や調整が行われている地域での適用事例が多かった。そこで、1985年の改訂では、地域的な課題にもこの制度が適用できるように、特例が新設され、(1) 歴史的建造物の保存・修復を同時に行う建築物 (2) 文化施設を含む建築物 (3) 地域施設を含む建築物 (4) 大規模な業務用建築物については、さらに容積率を加算できることとなった。

#### コンセプトブック

##### 横浜市新市庁舎デザインコンセプトブック
新市庁舎建設を設計・施工一括発注方式（デザイン・ビルド方式。以下、DB方式）で事業者を選定するにあたり、横浜市の考える新市庁舎における、広い意味でのデザインや、新市庁舎がまちづくりで果たすべき役割について、事業者はもとより、市民の方々にも事前にお伝えし方向性を共有することで、事業者からの提案にも反映させ、広く愛される新市庁舎を実現するため、「デザインコンセプトブック」を作成した。2015年5月確定公表。

##### 関内駅周辺地区エリアコンセプトブック
関内駅周辺地区は、横浜の顔として長年にわたり市民に親しまれてきた地区である。この地区の市庁舎移転後の新たなまちづくりの方向性と現市庁舎街区における開発計画は、今後の関内・関外地区をはじめとした都心臨海部全体にとって非常に重要なものとなる。そこで、現市庁舎街区活用の公募においては、募集要 項と連動して新たなまちづくりの方向性等を示すものと して、「関内駅周辺地区エリアコンセプトブック」を策定し、第1章において、「関内駅周 辺地区の新たなまちづくり」を示し、第2章において、現市 庁舎街区の公募の提案者に向けたメッセージとして、募集要項と連動した複数の望ましい活用イメージ例など「現市 庁舎街区活用に期待するもの」を示した。公募型プロポーザル方式による事業者公募にあわせ、2019年1月公表

### 都市デザインの交流・発信
横浜市は国際的な会議や展覧会といった、国内外各都市との交流を通じて、都市デザインやまちづくりにおける課題を明らかにし、研究、議論を積み重ねてきた。こういった活動は出版物として記録、発信していくことで、市民の都市デザインへの理解や協力促進、庁内外での新たな人材育成などに展開 している。また、世界中、日本中から広く知恵を集めるために公共施設のコンペやプロポーザルを効果的に行うことで、魅力的な都市空間を数多く創り出してきた。

#### 会議・展示会

##### バルセロナ＆ヨコハマ シティ・クリエーション
バルセロナ＆ヨコハマ シティ・クリエーションは、1990年4月28日から7月1日の間、みなとみらい地区において開催された、「都市の創造性」をテーマに、バロセロナの都市工学・建築・産業デザインなどの分野における創造過程、創造物についての総括的な情報提供が行われた展示会である。会場は前年の横浜博覧会で使用された横浜館を活用し、さらにパビリオンを設置した。バロセロナ展の美術展ではピカソ、現代アート美術展、横浜館ではバロセロナのまちや文化の紹介、横浜や世界の都市デザインの紹介等、アート、文化、都市等の展示やイベント等が展開された。「第1回ヨコハマ都市デザインフォーラム」のプレイベントとしても位置付けられており、新しい形での都市型イベントとして、様々な実験的試みがなされた。略称は「BAY'90」。

##### 国際都市創造会議
国際都市創造会議は、1990年5月から7月に開催された連続ジンポジウムである。全体監修は磯崎新、蓑原敬。バルセロナ、パリなど世界各都市の都市計画やアーバンデザインの事例が報告され、音楽や演劇、デザインや人類学、経済学、行政、企業等様々な分野、立場からの意見交換が行われた。

##### 第1回ヨコハマ都市デザインフォーラム
横浜における都市デザイン活動を紹介するとともに、広く市民や専門家と今後の「デザイン都市・横浜」を考えるため1991年5月から市内各地で小展示会、市民セミナー、コンペなど様々な事業を実施し、1993年3月に国際会議を開催した。統一テーマは「都市のクオリティ」。

##### 第2回ヨコハマ都市デザインフォーラム アジア太平洋21世紀都市会議
「地区からの発想でつくる都市の活力と魅力」をテーマに、1998年11月にパシフィコ横浜ほか市内3会場、市外（横須賀・鎌倉）2会場の計5会場で開催された国際会議。「21世紀の都市像」「まちづくりの新たな発想と実践プロセス」「中心市街地の復権」「成熟期の郊外市街地の都市形成理念」「歴史文化資産を活かしたまちづくり」について議論がなされた。

##### 開港5都市景観まちづくり会議
安政5年に開港した港に指定された函館、新潟、横浜、神戸および長崎の5都市の市民が、景観、歴史、文化、環境などを大切に守り、愛着をもって育て、個性豊かで魅力あるまちづくりを行うため、相互に交流を深め、課題を協議し、開港5都市のまちづくりの推進に資することを目的とした会議である。開港5都市が持ち回りで毎年開催する会議では、基調講演や分科会（まちあるきなど）を通して、開港5都市のまちづくりの状況の報告・見学や意見交換を行っている。

##### UDSY 横浜アーバンデザイン研究会
東京大学21世紀COEプログラム「都市空間の持続的再生学の創出」(京浜臨海部再生研究)がベースとなり、2007年から2008年にかけてBankART1929 においてBankARTスクールの枠組み開催された。異なる知の交流と融合をはかるため、毎回80名以上の参加者をともない、都心・郊外・移動・緑地・環境の5つのグループに分かれ て、週に一度夜な夜な集まり議論を重ねた。横浜を舞台に都市の未来を題材とした思考実験の場であった。

##### シンポジウム「横浜の都市デザイン活動の40年とこれから」
横浜の都市デザイン活動を振り返るとともに、様々な分野の専門家とテーブルを囲みこれからの横浜、都市デザインについてアイデアを出し合った。エネルギーをはじめとする環境問題や東日本大震災を踏まえた災害に備える都市デザインのあり方、コミュニティとのかかわり、市民や専門家、大学、企業など多様な人々との交流によって継続的に議論し活動を進めていく必要性などについて議論が展開された。2011年7月開催。

##### 横浜都市デザイン50周年記念事業
横浜の都市デザイン行政50周年を機に、講演会・展示会等が実施された。2022年3月5日から4月24日までBankARTKAIKOで開催された展示会「都市デザイン横浜展」には約1万人以上が来場し、同時に刊行されたカタログは3千冊以上販売された。「都市デザインを「知る」講演会」は当時の関係者や有識者等をゲストに招き、2021年10月30日から2022年7月24日までに5回開催された。主催は横浜都市デザイン50周年事業実行委員会、都市整備局。

#### 国際協力

##### 横浜市－ペナン市技術職員交流事業
1986年から9年間行われた横浜市とマレーシア国ペナン市との技術交流。横浜市による都市づくりの国際協力は 1982年に開催された「第1回国連アジア太平洋都市会議 (Y'LAP)」を発端とする。当時、JICAがペナン市で実施していた交通問題に関する技術協力事業に横浜市道路局職員が派遣され、ペナン市からは技術者が道路局に研修生として在籍していたこと等を背景に、会議後、職員の相互派遣等を経て、1986年10月には「技術交流に関する共同宣言」が調印され9か年の交流事業に至った。当初、9年間を通して都市デザイン分野の技術交流を行う予定であったが、事業を進める中で、1986年度からは都市デザイン、1989年度からは道路の維持管理、1992年度からは固形廃棄物処理がテーマとされ、そのテーマに応じ、毎年両都市から技術職員1名が約3か月間、相手方都市に滞在して技術協力が行われた。都市デザインをテーマとした3年間では、初年度はジョージタウンの各地区・各通りの特徴づけとそれらを結ぶ歩行者動線づくりを骨子とする総合的な都市デザインプランが提案され、2、3年目はプランの具体化として、古くからの商店街であるキャンベルストリートの歩行者空間整備に関する提案、および歩行者ネットワークの拠点整備とサイン計画の提案がそれぞれ示された。キャンベルストリートの計画は、すぐに受け入れられることはなかったが、ペナン市都市計画局では実現に向けた取組みが継続され、提案から10年後の1996年に連邦政府補助事業として採択され、1997年に完成している。なお、ペナン市からの交流職員の一人が、元ペナン市長、元セベランプライ市長のダトゥ・マイムナー・モハド・シャリフであり、後述する「セベランプライ市と横浜市の技術交流事業」のきっかけとなっている。

##### セベランプライ市と横浜市の技術交流事業
2015年12月から3か年、JICA草の根技術交流事業として、マレーシア国セベランプライ市を対象に実施した「セベランプライ市の歴史・自然を活かしたまちづくりプロジェクト～「横浜の都市デザイン」新興国へのノウハウ移転～」。セベランプライ市中部に位置するブキ・マタジャン旧市街地を具体的な対象地とし、都市デザインのノウハウを用いて地域の歴史、自然を活かしたまちづくりを進めていくため、(1) 市職員の都市デザインに関する能力向上、(2) 両市協働による都市デザインプランの策定、(3) 町並み環境整備に向けたサインやストリートファニチャー等の整備制作支援を規定目標とした取組が行われた。実施体制として、JICA、横浜市とセベランプライ市に加え、横浜市立大学、マレーシア工科大、横浜セベランプライまちづくり友好委員会が加わっていることが特徴である。

#### コンペ・プロポーザル

##### 横浜アーバンデザイン国際コンペ
横浜アーバンデザイン国際コンペは、横浜の都市空間を題材に、これからの都市のあり方や都市デザインの提案を受ける国際コンペである。1988年から1992年までに3回開催された。建築計画だけではなく、地区のまちづくりのコンセプトやアーバンデザインプランを併せて募集している。審査委員長は各回とも槇文彦。毎回20か国から数百点の作品が応募され、強い関心が寄せられていたことが窺われる。

###### 第1回コンペ
第1回コンペは、馬車道地区にある約1,000m2を対象に1988年10月から1989年3月にかけて実施された。コンペでは、馬車道の街づくりを考えることのほかに「建築から街の姿を考える」ことをテーマとしている。最優秀作品はミヒャエル・C・フォンテルネ。

###### 第2回コンペ
第2回コンペは、海岸通りにある横浜郵船ビルの敷地を対象に1990年1月から5月にかけて実施された。コンペでは、当該地区の伝統を伝えつつ新しいニーズに対応するために、歴史的建造物をウォーターフロントの再生にいかに生かしていくかをテーマとしている。最優秀作品は吉野繁。

###### 第3回コンペ
第3回コンペは、象の鼻地区を対象に1991年8月から1992年3月にかけて実施された。コンペでは、都市と港の新しい関係をテーマとしている。最優秀賞はサイラス・チャウ、川村信之、ダイアン・スコット。

##### ごみ収集車デザインコンペ
ごみ収集車の色彩デザインと環境事業のキャラクターデザインを対象に1989年12月から1990年にかけて実施されたコンペ。公募は専門家のみならず、市民に環境デザインや都市デザインへの関心を高めてもらうために多くの市民が参加することができるように工夫され実施された。ごみ収集車デザイン部門では、まず、収集車の側面・前面・後面の見取図が印刷された応募用紙を配布し、これに着色したものを応募作品とし応募1,435点から入選50点を選んだ。次に入選した応募者自らが収集車の模型に着色し3点の優秀作品を選出、実物大の車両に着色、「バルセロナ＆ヨコハマ シティ・クリエーション」の会場に展示、市民投票を行い最高得票となった作品を最優秀作品とした。最優秀賞は安西一憲（日立製作所デザイン研究所）で、実際に横浜市のごみ収集車のデザインに採用された。キャラクターデザイン部門の最優秀賞は小柳隈一郎（グラフィックデザイナー）。審査委員長は豊口協。

##### 横浜ポートサイド地区水際公園設計コンペ
『アート＆デザインの街』をコンセプトとするヨコハマポートサイド地区の核として計画構想されたオープンスペースを水際公園として造成するための基本計画を課題とし、1991年7月から1992年3月にかけて実施されたコンペである。都市デザインを推進する横浜のウォーターフロント開発の核として都市公園を位置づけ、市街地形成の前段として斬新な公園のイメージを求めたのが特徴である。応募総数は526件。1等は長谷川浩己。植物の生態に着目し、アートとデザインの明確な提案が評価された。

##### 象の鼻パーク・プロポーザル設計者選定
2006年7月から11月にかけて実施された、象の鼻地区の再整備を対象とした公募型プロポーザル方式による設計者選定。開港150周年を契機に横浜を「チャンスあふれるまち」としていくため元気な横浜を創造する人材育成に向けた取組として、開港100周年以降に生まれた若手建築家を対象とし、象の鼻地区の再整備の考え方や整備イメージのほか、港の観光・文化芸術創造発信空間づくりのアイデアについて提案を求めた。応募件数51件。第1次評価により5者を選定、第2次評価においてに公開プレゼンテーションを行い、最優秀者等を選定した。最優秀者（代表設計者）は小泉雅生。審査委員長は山本理顕。

### クリエイティブシティ
1980年代後半から「バルセロナ＆ヨコハマ シティ・クリエーション」をはじめとする国際的なシンポジウムや会議を通し、横浜の自立的な発展を議論してきた。その中で、文化芸術の創造力と魅力ある空間、文化、多様な人材、産業経済を組み合わせ、都市の新しい価値や魅力を生み出すソフトとハードの施策を融合させた新たな都市ビジョンとして「クリエイティブシティ」という概念を掲げ、2006年発表の「ナショナルアートパーク構想提言書」を皮切りに、その理念の実現を進めてきている。

#### ナショナルアートパーク構想
「クリエイティブシティ・ヨコハマの形成に向けた提言」（2004年）の中で、その実現に向けた三つのプロジェクトの一つとして提案された構想で、創造都市の都心臨海部におけるグランドデザインである「全体構想」と戦略プランとしての「具体的な取り組み」で構成されている。都心臨海部の6つの拠点地区と内陸部の創造的界隈中心に、歴史的建造物や港の風景などの資源を生かしながら、文化芸術に代表される創造的な活動の積極的な誘導により、国際的な観光交流拠点の形成や創造的な産業の集積を図るとしている。

### 市民参加・市民協働のまちづくり
都市デザイン活動は、1980年代にはその活動領域を都心周辺部へ、さらに郊外区へと拡大する中で、まちづくりにつながる市民活動に着目していった。ヨコハマ都市デザインフォーラム（1992年）を機会に、市民まちづくりを支援する「地域展開事業」を実施し、都市デザイン室に「市民まちづくり担当」を設置した。さらに1996年よりパートナーシップ型行政の推進政策として、当時の企画局・市民局・都市計画局が連携した「パートナーシップ推進モデル事業」を全区で行い、市民協働の原則を定めた「市民活動推進条例」（2000年）、まちづくり分野では「地域まちづくり推進条例」（2005年）を制定した。

#### ワークショップ・ヨコハマ'89
「ワークショップ・ヨコハマ'89」は、横浜市中区新山下地区に対する計画提案及び「街づくりワークショップ・プログラム」の開発を目的に1989年に実施された。ワークショップには横浜や東京の6つの大学（横浜国立大学建築学科・関東学院大学土木工学科・横浜市立大学経済学部・多摩美術大学プロダクト/インテリア・東京都立大学建築学科・女子美術大学グラフィックデザイン）の学生と教員を中心に、建築家・デザイナー・音楽プロデューサーら約60人が参加した。まず準備体操として「絵による自己紹介」や「目隠し歩行」などが行われた。あらかじめ特徴的な拠点を示し「その場で考えること」を指定しておく現地調査の方法である「覚識歩行」を実施、その後、将来の街の姿を考える「模擬会議（アーバンゲーム）」を行った。参加者が、居住者や開発業者、倉庫業界（地主）、イベント会社、行政などの立場に分かれて、将来計画を巡って模擬とは思えない白熱した雰囲気で討議が行われた。実に4時間に及ぶこの討議は、居住者と開発業者の対立など、現実の計画の際に起こりうる事態の模擬体験となった。最終プレゼンテーションでは、新山下地区の運河岸おいてスライドと模型展示によって実施し。あわせて地域の関係者に楽しみながら聞いてもらえるようにライトアップの演出や演奏も行われた。最終的に7チームによる提案がまとめられ、関係者の評価も良好であった。この取組により、ワークショッププログラムの幅広い展開に大きな弾みがついた一方で、街づくりにおいて行政側が解決すべき課題が顕在化したと言える。

#### OPEN MEETING!都市デザイン
「OPEN!都市デザイン」をコンセプトに、横浜都市デザインビジョン(2015年策定)とその考え方に沿って、より多くの人が都市デザインへの関心をもち、自らの暮らしと都市を一続きのものとして捉え、豊かな風景を想い描き実現しようと取り組むことを促すために2015年から開催されているイベント。

##### OPEN　MEETING!都市デザイン
2015年11月7日、「次世代による横浜の見立て・使い直し」をテーマにトークイベントを開催。会場はヨコハマNEWSハーパー。ゲストは岡部友彦（コトラボ合同会社代表）、栗栖良依（スローレーベルディレクター）、桂有生（横浜市都市デザイン室）。モデレーターは江口晋太朗。

##### OPEN　MEETING!都市デザイン 郊外編Area01:東山田準工業地域vol.1
2016年11月14日、「技術がすぐそばにあるまちと暮らし」をテーマに、まち歩きとディスカッションで構成したプログラムに対して、地域住民を中心に約30名が参加。まち歩きでは東山田準工業地域の特徴を見つけて写真におさめ、ディスカッションではその写真などを素材に、東山田準工業地域の魅力と課題についてグループワークを行った。

##### OPEN　MEETING!都市デザイン 郊外編Area01:東山田準工業地域vol.2
2017年3月28日、「技術がすぐそばにあるまちの学び」をテーマに、周辺小学校教員、横浜市教育委員会も参加し、このエリアでできる学習プログラムなど学びの可能性を検討すべく、工場見学を含むまち歩きとディスカッションを行った。

### 表彰制度

#### 横浜まちづくり功労者賞
横浜市内でのまちづくりに関して特に著しい功績のあった活動を顕彰して、魅力あるまちづくりをより広く進めていくことを目的として1985年から毎年実施。「横浜まちづくり懸賞事業」の一部門として1998年まで14回実施され、2000年からは「横浜・人・まち・デザイン賞」に統合。

#### 横浜まちなみ景観賞
横浜市内での都市景観の創造や保全に寄与したまちなみを構成する建築物等を顕彰して、魅力あるまちづくりをより広く進めていくことを目的とし、1985年から隔年で実施。「横浜まちづくり懸賞事業」の一部門として1997年まで7回実施され、2000年からは「横浜・人・まち・デザイン賞」に統合。

#### 横浜・人・まち・デザイン賞
横浜市内での地域まちづくりに関して特に著しい功績のあった活動や、都市景観の創造や保全に寄与したまちなみを構成する建築物等を顕彰して、魅力あるまちづくりをより広く進めていくことを目的として2000年から隔年で実施。市民が自ら主体となって、創意工夫し、地域まちづくりを推進している活動について、活動の主体となる団体と、その取り組みを支援している個人・団体を表彰する「地域まちづくり部門」（第1回(2000年)
から第3回(2004年）までは「まちづくり活動部門」）と、地域の個性と魅力をつくりだしているまちなみや建築物、工作物等について、景観づくりに貢献した事業者や設計者、施工者等を表彰する「まちなみ景観部門」がある。

## 横浜市都市美対策審議会
横浜市都市美対策審議会（略称：都市美審）は、1965年に横浜市都市美対策審議会条例に基づき設置され、横浜市の都市デザイン活動の歩みとともに行われてきた審議会である。都市の美観の向上や魅力ある都市景観づくりを図ることを目的に、建物やまちなみの美観、デザインなどのほか、「景観法」や「横浜市魅力ある都市景観の創造に関する条例」に基づく景観ルールに関することなど、重要事項について審議を行っている市長の諮問機関である。

### 提言及び答申

#### 都市美対策に関する提言
都市美のあり方について、「都市美は都市という存在の本質に立脚したものでなければならない。」などの基本理念等を示し、都市美と行政について、「都市美対策の基本方向」「都市美対策における行政の役割」「個別施策」を体系的に示した上で、都心部の美観について「大岡川デルタの旧来からの都心地域」「横浜駅周辺の新しい都心地域」「今後、これらを結びつける三菱ドック、国鉄高島ヤード等の地域」の3地域について具体的な施策を提言している。1975年2月提言。会長は大岡實。

#### 都市の色彩計画に関する提言
1986年12月提言。会長は日笠端。

#### 新しい時代に向けた［横浜］都市デザインに関する提言
(1) 都市デザインの取り組みを充実する (2) 都市デザインの輪を広げる (3) デザイン都市「横浜」を創造する。を柱として、その後の都市デザイン活動の柱となった「歴史を生かしたまちづくり要綱」の効率的な運用や、魅力ある川の整備、市民共同について提言した。1989年10月提言。会長は渡辺定夫。

#### 横浜らしい都市景観形成制度のあり方について（答申）
横浜市長からの諮問を受け、景観に関する市民意識の高まりや都心部の商業・業務地域を中心としたマンション立地による街並み景観の混乱などを契機として、今後の横浜らしい魅力ある都市景観の形成を行っていくための仕組みについて横浜市都市美対策審議会から2005年に答申されたもの。
1. 指針として「景観ビジョン」を策定する必要があること、
2. 景観形成の新しい仕組みとして、景観法の活用に横浜独自の協議制度を加えた規制誘導の仕組みを構築し、運用する必要があること、示され、協議制度の条例化を検討すべきであるとの内容が含まれている特徴である[85]。

#### 横浜：都市デザインの先駆者としての今後の取組（提言）
横浜市都市美対策審議会において、2012年1月から2014年3月まで、10回の議論を重ね、横浜の都市デザインの今後の取組みの方向性について検討を重ねてた内容について提言としてまとめたもの。提言時の委員長は西村幸夫。

##### 提言の概要
1 都市デザイン活動は今後も継続して推進するべきである

1-1 都市デザイン活動の意義と役割を振り返る

1-2 都市デザイン活動の目標を今改めて描く

2 都市デザイン活動は社会状況の大きな変化に対応していかなければならない

2-1 市民参画・市民協働：市民社会が成熟していく中でより一層の市民参画・市民 協働のまちづくりが求められる

2-2 人口減少時代の住環境マネジメント：少子高齢化による人口構造・家族構成の変化に応じた地 域の住環境マネジメントが求められる

2-3 産業構造の変化に応じた都市再編：就業者の減少、グローバル化等、産業構造・就業構造の変化に応じて都市構造再編が求められる

2-4 公共施設のマネジメント：都市基盤や公共建築の老朽化に伴う長寿化、更新に対応した公共施設の整備・維持管理が求められる

2-5 災害への対応力：都市基盤・都市活動の災害からの回復力や防災・減災性能の確保が求められる

2-6 地球の自然システムとの調和：地球環境への危機感の高まりに応える都市づくりが求められる

2-7 港町横浜の独自性強化：国際観光都市としても評価される横浜の魅力を一層強化することが求められる

3 横浜の発展に寄与する都市デザインの視点

・ 横浜の多様な魅力を掘り起こし増進する都市デザイン

・ 横浜の都市活力と賑わいを生む都市デザイン

・ 持続力のある横浜をつくる都市デザイン

4 都市デザインの今後の展開

4-1 国際的にも評価される活力と魅力ある新たな都心臨海部を創る

4-2 地域固有の資源を活かし、多様な魅力を持つ景観を創出する

4-3 歴史を生かしたまちづくり」の領域を拡げる

4-4 都市の創造力を高めるまちづくりを推進する

4-5 コミュニティや人々の活動を支える居住地の空間や環境を整える

4-6 環境に配慮し自然と共生する都市空間を再生する

4-7 多様な交通手段のネットワーク化による安全快適な移動・乗換空間を創る

4-8 都市デザイン活動の間口と奥行きを拡げ、市民と協働する開かれた活動を進める

### 主な審議会委員経験者
- 岩田武司
- 岩村和夫
- 卯月盛夫
- 大岡實
- 勝見勝
- 金子修司
- 加茂紀和子
- 河合正一
- 北沢猛
- 国吉直行
- 佐藤滋
- 鈴木実
- 菅義偉
- 高橋晶子
- 竹山実
- 富田玲子
- 西村幸夫
- 日笠端
- 槇文彦
- 宮村忠
- 柳原良平
- 山崎洋子
- 渡辺定夫

## 都市デザイン室
横浜の都市デザイン活動を牽引してきた横浜市役所内の庁内組織。1971年、企画調整局内に都市デザイン担当（チーム）として発足。発足当初メンバーは岩崎駿介と国吉直行。後に都市計画局都市デザイン室となる。現在は都市整備局に所属。

### 主な都市デザイン室長経験者・出身者
- 岩崎駿介
- 北沢猛
- 国吉直行
- 西脇敏夫

### 都市デザイン専門職
2007年以降、主要な公共施設等や、プロジェクトの総合的なデザイン調整や新たな都市デザイン活動に関する企画調整に携わる嘱託職員を採用している。
- 桂有生（2007年4月 - 2010年3月）
- 野田恒雄（2014年4月 - 2019年3月）

### 大テーブル主義
「大テーブル主義」とは、都市デザイン担当が所属していた企画調整局において毎週月曜日の朝に開催されていた局内会議（「全体会議」または「目標会議」）の進め方である。会議の形態は大きな製図板を中心に、田村明、各課長が直接囲み、その後ろに係長、担当者が控える。進め方は「コントロール」「プロジェクト」「アーバンデザイン」の3つのセクションについて、各課長から一週間の業務報告と今週の目標を説明し、田村明が質問やサジェッションをする。局全体の動きが把握でき、横断的な情報共有の象徴であった。大きな製図板は1968年、横浜市役所に企画調整室が誕生した後、田村明の希望で導入された特注品で、新市庁舎に執務室が移転した2020年まで打ち合わせテーブルとして都市デザイン室にあった。。

## 賞
- 1977年 日本建築学会賞（業績）「横浜市における都市計画活動の一連の業績－都市空間創造への総合的実践－」[91]
- 2005年 土木学会デザイン賞特別賞「横浜市における一連の都市デザイン」[92]
- 2006年 グッドデザイン金賞「横浜市の一連の都市デザイン」[93]